# Stade

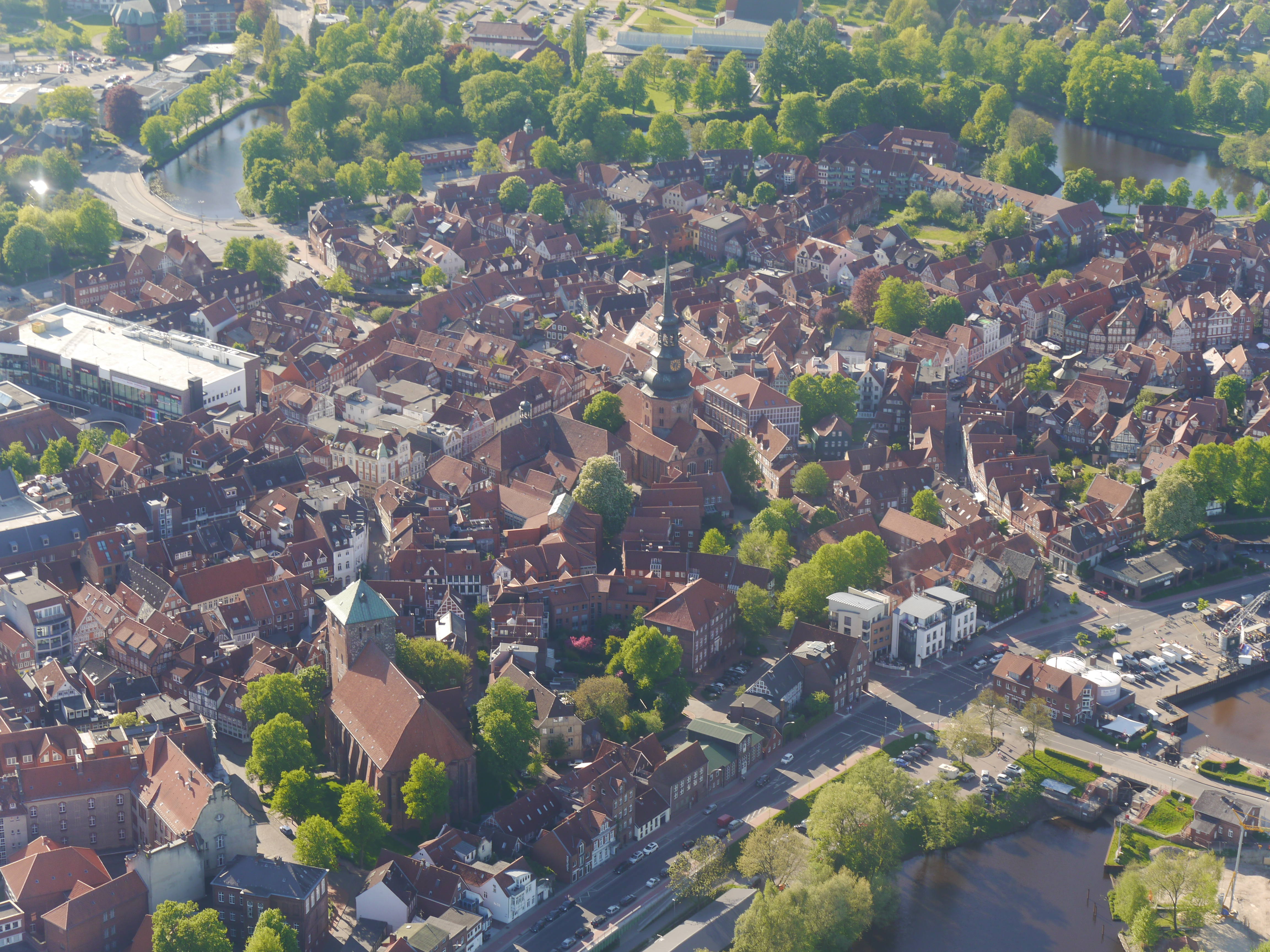
Die Stader Innenstadt mit den beiden Kirchen, dem Hafen und dem stadtprägenden Burggraben aus der Vogelperspektive

Die Hansestadt Stade (niederdeutsch Stood) ist die Kreisstadt des gleichnamigen Landkreises in Niedersachsen und eine selbständige Gemeinde. Die Stadt mit 48.353 Einwohnern (Stand: 31. Dezember 2022) liegt am südwestlichen Ufer der Unterelbe, etwa 45 km westlich von Hamburg und etwa 60 km südöstlich von Cuxhaven, am Rande des Alten Landes, und gehört zur Metropolregion Hamburg. Durch das Stadtgebiet fließt die Schwinge, die etwa 4 km nordöstlich des Stadtzentrums bei Stadersand in die Elbe mündet. Stade war Sitz des früheren Regierungsbezirks Stade und beherbergt daher bis heute viele zentrale Institutionen des Elbe-Weser-Dreiecks.

## Geographie

### Lage
Stade liegt am Fluss Schwinge zwischen dem Alten Land und Kehdingen, unweit der Unterelbe. Die umgebende Landschaft ist überwiegend flaches Marschland (Elbmarschen), teilweise sind auch Reste ursprünglicher Moore erhalten. Die Stadt liegt auf einem in diese Landschaft hineinragenden Geestsporn der Stader Geest, der sich am Spiegelberg bis zu 14,5 m ü. NHN über die Marsch erhebt.

### Stadtgliederung
Stade besteht aus dem Stadtzentrum und den vier Ortschaften Bützfleth (mit Abbenfleth, Bützflethermoor, Götzdorf), Haddorf, Hagen (mit Steinbeck) und Wiepenkathen. Sie verfügen – im Gegensatz zu anderen Teilen der Stadt – über eigene kommunale Vertretungsorgane.

### Stadtteile
Das historische Zentrum, das auf der Schwingeinsel innerhalb der ehemaligen Wallanlagen liegt, wird vom Burggraben umgeben. Im Zuge der Umwidmung der Stadtbefestigung zu Grünanlagen wuchs die Stadt Ende des 19. Jahrhunderts entlang den Ausgangsstraßen. Es entstand die Kehdingertorsvorstadt im Norden, die Hohentorsvorstadt im Süden, die Schiffertorsvorstadt im Westen sowie in den 1960er Jahren das Altländer Viertel im Osten. Die Stadtteile Campe, Klein Thun, Groß Thun, Barge, Riensförde im Süden, Hahle, Haddorf im Südwesten, der Hohenwedel im Westen und die Stadtteile Bützfleth und Schölisch im Norden gehen auf ehemalige bäuerliche Dörfer zurück, an die die Stadt heranwuchs. Die Lücke zwischen Klein Thun und Hohentorsvorstadt schließt die Siedlung Kopenkamp. Sie sind heute hauptsächlich Wohnvororte unterschiedlicher Prägung. Der Stadtteil Ottenbeck entstand seit Ende der 1990er Jahre auf dem Gelände der ehemaligen Stader Von-Goeben-Kaserne.

### Nachbarstädte und größere Nachbarorte

Niederschlagsdiagramm

| Drochtersen, Cuxhaven 13 km, 58 km | Glückstadt, Itzehoe 21 km, 36 km            | Uetersen, Elmshorn 15 km, 20 km |
| Bremerhaven 59 km                  | Kompassrose, die auf Nachbargemeinden zeigt | Wedel, Hamburg 15 km, 34 km     |
| Bremervörde, Zeven 25 km, 36 km    | Harsefeld, Rotenburg (Wümme) 16 km, 55 km   | Jork, Buxtehude 15 km, 20 km    |

### Klima
Der Jahresniederschlag liegt mit durchschnittlich 800 mm im mittleren Drittel der in Deutschland erfassten Werte
An 58 % der Messstationen des Deutschen Wetterdienstes werden niedrigere Werte registriert. Am trockensten ist der Monat April, in dem nur halb so viel Niederschlag fällt wie im Juli.

## Geschichte

### Stadtentwicklung

#### Name
Stad bezeichnete im Althochdeutschen, Stade im Mittelhochdeutschen einen natürlich entstandenen Landeplatz für kleinere Schiffe. Im Mittelniederdeutschen bedeutet Stade Ufer, Küste oder Hafen. Meist handelte es sich dabei um die Mündungen kleinerer Nebenflüsse. In Norddeutschland ist der Namensbestandteil -stade bei weiteren Orten zu finden. Die Variante im oberdeutschen Sprachraum ist Gestade, vgl. Gstaad. Etymologisch ist das Wort auf das altgermanische Substantiv stod (Stelle, Lagerplatz) zurückzuführen und gehört damit zur Wortgruppe von stehen. Mit der Bedeutung Ufer ist es in dem heute kaum mehr gebräuchlichen Wort Gestade enthalten.

#### Besiedlung und Stadtgründung
Bereits aus der Altsteinzeit sind archäologische Funde von Siedlern im heutigen Gebiet von Stade nachweisbar. Um 650 n. Chr. entstand eine befestigte Siedlung mit Schiffslände. Sie lag ca. 4 km südwestlich der heutigen Altstadt (bei Groß Thun) und wurde früher irrtümlich als Schwedenschanze bezeichnet. Hier wurde eine Burganlage errichtet, die jedoch um 800 aus unbekannten Gründen aufgegeben wurde. Gleichzeitig wurde die Siedlung nach Nordosten auf den in das Urstromtal der Elbe hineinragenden, verkehrsgünstigen Geestsporn verlegt, welche die historische Keimzelle der heutigen Stadt darstellt. Um 900 wurde auf dem Spiegelberg die Burg Stade zur Verteidigung der Siedlung errichtet.
Bis ins 13. Jahrhundert war Stade der wichtigste natürliche Hafen zwischen Cuxhaven und Harburg und ein strategisch wichtiger Übergangsort über die Elbe. Hier traf die Handelsstraße, die als Ochsenweg von Jütland durch Schleswig-Holstein zum Stade gegenüberliegenden Fährhafen Itzehoe verlief, auf die zwei alten Fernhandelswege Richtung Paderborn und Hannover.

Deutsche Sonderbriefmarke „1000 Jahre Stade“ von 1994

994 wurde die Siedlung von den Wikingern geplündert und Stade als Stethu das erste Mal schriftlich erwähnt. Um 1000 wurde die natürliche Schiffslände zum heutigen Alten Hansehafen ausgebaut.

#### Mittelalter und Hansezeit

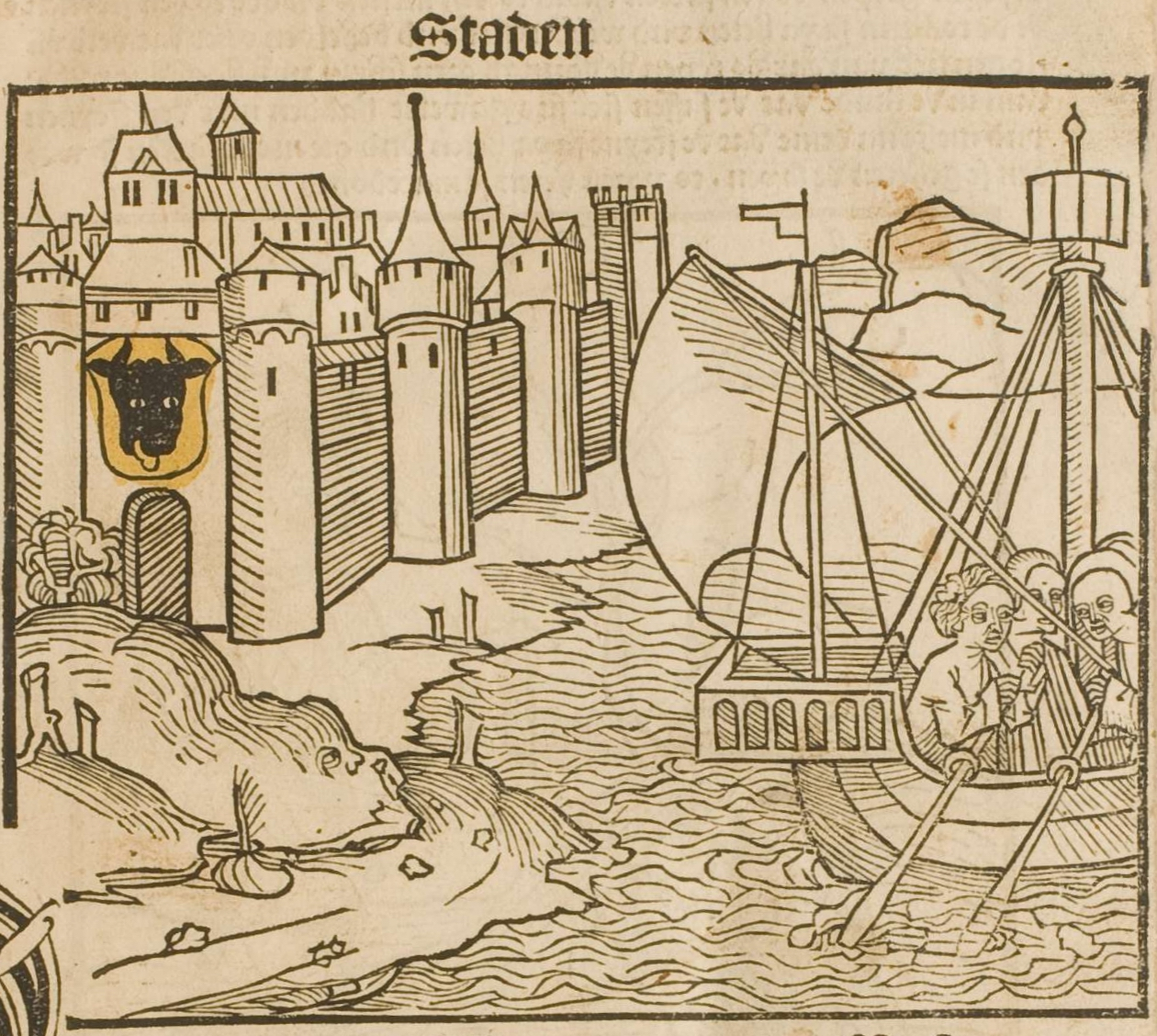
Stade, Illustration aus der Sachsenchronik von 1492

Stade bestand nun aus fünf Stadtteilen. Das Klosterviertel mit dem Kloster St. Georg lag am heutigen Pferdemarkt, angrenzend zum Kaufmannsviertel längs der heutigen Hökerstraße. Das Viertel des Bischofs vom Bremen entstand rund um die Bischofskirche St. Wilhadi. In der heutigen nördlichen Altstadt gab es das Fischerviertel und schließlich das Burgviertel der Grafen von Harsefeld, später von Stade. Jeder Stadtteil hatte seine eigene Kirche: St. Georg im Klosterviertel, Ss. Cosmae et Damiani im Kaufmannsviertel, St. Wilhadi im Bischofsviertel, St. Nicolai im Fischerviertel und St. Pankratii im Burgviertel.
Das Erzbistum Bremen erhielt 1038 von Kaiser Konrad II. das Recht, auf kirchlichem Grund in Stade einen Markt mit Münze und Zoll zu errichten. Neben der gräflichen Siedlung bestand nun in Stade ein kirchlicher Siedlungsbereich.
Nach dem Aussterben der Grafen von Stade (Udonen) fiel Stade an Heinrich den Löwen, der die Stadt vereinte und sie mit Wall und Graben befestigte. Nach dessen Entmachtung 1180 war es zwischen dem Erzstift Bremen und den Welfen umstritten, was die Stadt für ihre Zwecke ausnutzte. 1209 verlieh Kaiser Otto IV. Stade das Stadtrecht, das das Erzstift Bremen 1236 bestätigte und ihr danach das Stapelrecht und die Befreiung von der Heerfahrt gewährte. Eine Handschrift des Stader Stadtrechts wurde 1279 ausgestellt und ist heute im Stader Stadtarchiv. Stade wurde bereits in deren Anfangszeit Mitglied der Hanse und entsandte ab 1373 Vertreter zu den Hansetagen.
Durch Aufschüttung des Marschbodens wurde das Stadtgebiet um über ein Drittel erweitert. 1279 gab sich der Bürgerrat eine eigene Verfassung, die sogenannten Stader Statuten. Danach lag die Wahlberechtigung für den einmal jährlich gewählten Rat nur bei den Ratsherren. Ein Rathaus bestand bereits im 13. Jahrhundert sowie die Vorgängerbauten der Kirchen St. Cosmae, St. Wilhadi, St. Georg, St. Nicolai und St. Pankratii. Um 1300 erhielt der Hafen ein erweitertes Becken mit seitlichen Kaimauern fast in der Form des Alten Hafens. Die Schwinge wurde für die Schifffahrt seit dem 15. Jahrhundert mehrfach vertieft. Ab 1361 besaß Stade zeitweise das Recht, Bündnisse zu schließen.
Ab 1307 war in Stade ein mittelalterliches Leprosorium nachweisbar; 1319 wurde daraus das Gertrudenstift. Das Gebäude wurde 1712 zerstört. Mit der in Stade maßgeblich von den Mönchen von St. Georg geförderten Reformation wurde die Stadt evangelisch. Die erste lutherische Predigt hielt Johann Hollmann bereits 1522.
1601 wurde Stade zum zweiten Mal und nun dauerhaft „verhanst“, d. h. aus der Hanse ausgeschlossen, da die Stadt 1587 englische Tuchkaufleute der Merchant Adventurer aufgenommen hatte. Die Engländer verlagerten aber 1611 ihre Niederlassung nach Hamburg.

#### Schwedenfestung

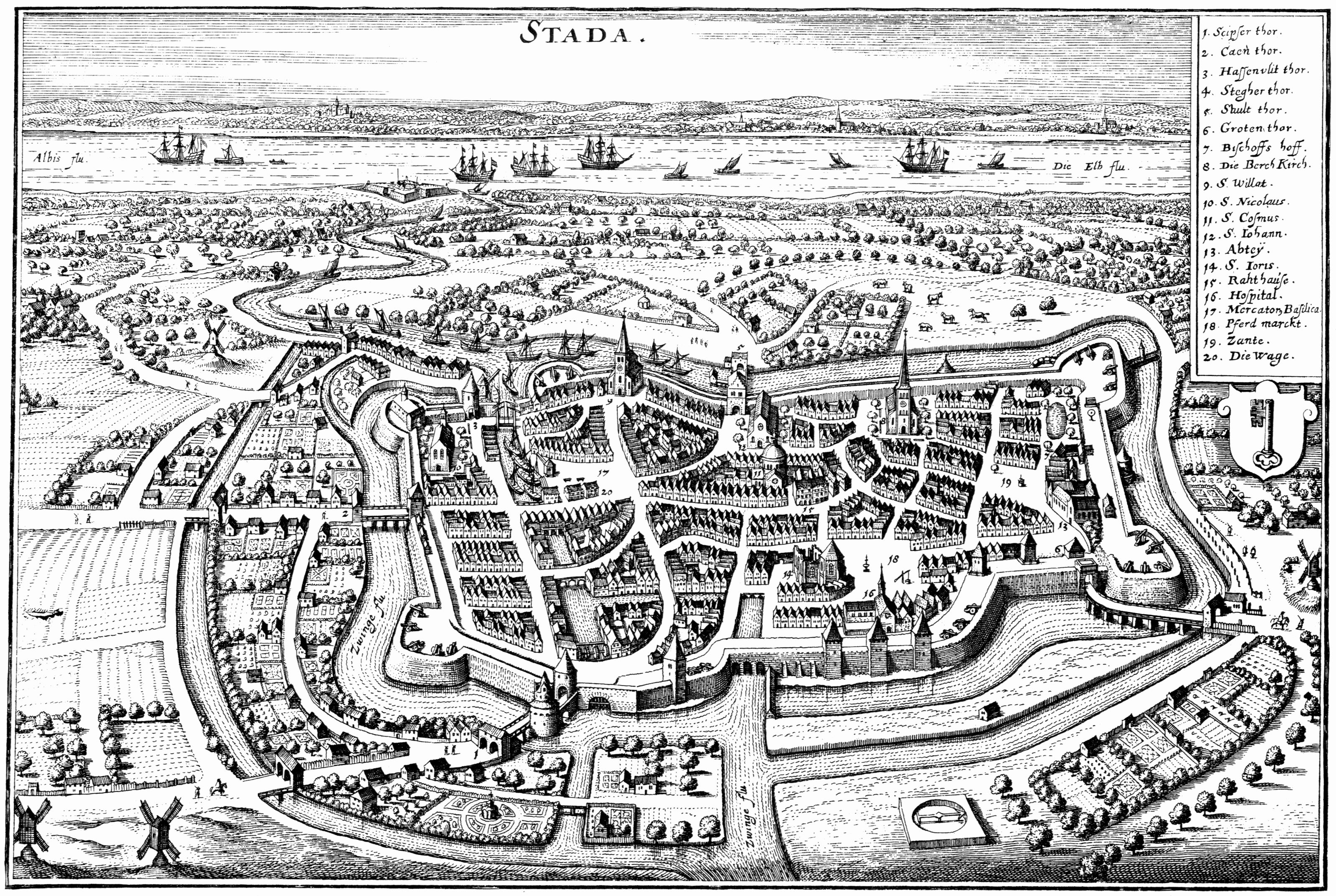
Stade um 1640

Stades Blütezeit reichte bis in den Dreißigjährigen Krieg hinein. 1625 zogen dänische Truppen in die Stadt ein. 1628 eroberte der kaiserliche Heerführer Tilly die Stadt für die Katholische Liga, kurz darauf brachten die Schweden sie bis 1636 in ihren Besitz. Hierüber berichtete auch der Söldner Peter Hagendorf in seinem Tagebuch. Die wohlhabende Speichervorstadt Harschenfleth wurde zerstört. Nach einer dänischen Besatzung eroberten die Schweden sie 1643 endgültig und erhielten sie zusammen mit dem Erzstift Bremen im Westfälischen Frieden von 1648 auch offiziell zugesprochen. Stade wurde schwedischer Regierungssitz der Herzogtümer Bremen und Verden. Dem großen Stadtbrand am 26. Mai 1659 fielen zwei Drittel der Stadt zum Opfer. Sie wurde mit unverändertem Grundriss wieder aufgebaut. Die schwedischen Befestigungsanlagen aus der Zeit nach dem Brand von 1659 sind heute teilweise erhalten. 1667/68 wurde auch das Rathaus auf dem Gewölbekeller des Vorgängerbaues neu errichtet. Nur die beiden Altstadtkirchen St. Wilhadi und St. Cosmae, deren Innenausstattung durch den Brand ebenfalls vernichtet wurden, blieben erhalten.
Im Schwedisch-Brandenburgischen Krieg von 1675 bis 1676 wurde das schwedische Stade während eines Feldzugs durch mehrere Staaten des Heiligen Römischen Reiches und Dänemark erobert und blieb bis zum Kriegsende 1679 in alliiertem Besitz. Dabei wurde Stade als Hauptsitz der schwedischen Statthalterschaft von Anfang April 1676 bis zum 13. August 1676 belagert. Infolge des Friedens von Saint-Germain fiel Stade 1679 wieder an Schweden.
Eine besondere Rolle für den Handel auf der Elbe spielte die bei Stade gelegene Elbzollstation in Brunshausen an der Schwingemündung, die seit der erzbischöflichen Zeit bestand. Die Schweden stationierten 1663 erstmals eine Elbzollfregatte als permanentes Wachschiff. Diese Einrichtung blieb unter verschiedener Herrschaft bis 1850 bestehen, die Zollstation auf der Schwinger Schanze bis 1865.
Die schwedische Herrschaft endete 1712. Dänische Truppen belagerten die Stadt im Großen Nordischen Krieg und setzten sie vom 29. August bis zum 7. September 1712 einem Bombardement aus, bei dem 152 Wohnhäuser und damit ein Viertel der bebauten Fläche zerstört wurden.

#### Hannoversche und preußische Herrschaft

Die letzte Seite des Präliminarfriedens vom 19. November 1719

1715 kam die Stadt durch vertragliche Vereinbarung in den Besitz des Kurfürstentums Hannover. Am 17. November 1719 gab Schweden seine Ansprüche auf das Herzogtum Bremen-Verden im Vertrag von Stockholm auf und beendete damit die Konfrontation. Wirtschaftlich war Stade zu diesem Zeitpunkt geschwächt. Die Infrastruktur des Hafens hatte unter Bränden und Belagerungen des letzten Jahrhunderts keine weiteren Modernisierungen mehr erfahren. Stade verlor im Fernhandel an Bedeutung. Hinzu kam 1712 eine Pestepidemie. Die Stadt blieb als Garnisonsstandort vor allem von strategischer Bedeutung. Zwischen 1803 und 1806 erlebte sie nach Eroberung durch die Franzosen am 18. Juni 1803 und dem nachfolgenden Abzug verschiedene europäische Besatzungstruppen. Von März bis Dezember 1810 befand sich in Stade die Präfektur des Departement der Elbe- und Weser-Mündung, das zum Königreich Westphalen gehörte. Anschließend gehörte die Stadt als Teil des Département des Bouches de l’Elbe bis 1813 zum französischen Kaiserreich und danach wieder zum Königreich Hannover. 1866 wurde das Königreich Hannover die Provinz Hannover im Königreich Preußen. Stade war dann in Nachfolge der Hannoverschen Landdrostei Stade Sitz des zunächst preußischen, ab 1946 dann niedersächsischen Regierungsbezirks Stade. Dieser umfasste im Wesentlichen die historischen Herzogtümer Bremen und Verden. Diesen Status behielt Stade bis zur Bezirksreform 1978.
Von 1919 bis 1922 wurde ein Plan entwickelt, vom nördlichsten Punkt des Mittellandkanals bei Bramsche ausgehend einen Kanal zu bauen, der bei Achim die Weser überqueren und bei Stade in die Elbe münden sollte. Zunächst wurde diesem Projekt der Name Bramsche-Stade-Kanal, später der Name Hansakanal gegeben. Das Projekt wurde in den 1950er Jahren endgültig aufgegeben.

#### Hansestadt
Trotz des Ausschlusses aus der Hanse von 1601 beteiligte sich Stade seit den 1980er Jahren am Hansetag der Neuzeit, einer freiwilligen Städtegemeinschaft früherer Hansestädte. Ab 2005 gab es in Stade aus Gründen des Stadtmarketings und zur Förderung des Tourismus Bemühungen, den Titel Hansestadt vom niedersächsischen Innenministerium erneut verliehen zu bekommen. Der entsprechende Antrag wurde so lange gestellt, bis Stade ab April 2009 „wegen seines Charakters als Seehafenstadt“ nach mehr als 400 Jahren offiziell wieder den Titel einer Hansestadt führen durfte. Die Übergabe der entsprechenden Urkunde erfolgte im Rahmen der Feiern zum 800. Jubiläum des Stader Stadtrechts am 29. April 2009 durch den niedersächsischen Ministerpräsidenten Christian Wulff.

#### Nationalsozialismus

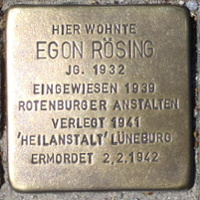
Egon Rösing wurde im Alter von 10 Jahren ermordet, der Stolperstein liegt in der Harsefelder Straße 36

Nach der Kommunalwahl 1933 kam die NSDAP in Stade mit fast 41 % an die Macht, SPD-Funktionäre wurden verhaftet, die KPD wurde verboten und die Deutsche Gemeindeordnung 1935 eingeführt.
Die Nürnberger Rassengesetze galten auch in Stade, die Judenverfolgung beschränkte sich nur deshalb auf ältere Menschen, weil die Jüngeren bis 1935 ins Ausland geflohen waren. Auch die Zeugen Jehovas und Sinti wurden ab 1935 deportiert, mindestens 18 Stader wurden in Konzentrations- oder Vernichtungslagern ermordet. Behinderte oder psychisch kranke Erwachsene wurden in den Rotenburger Anstalten zwangssterilisiert, Minderjährige im Rahmen der Kinder-Euthanasie im Landeskrankenhaus Lüneburg getötet.
Mit Beginn des Zweiten Weltkriegs leisteten polnische und sowjetische Gefangene im Landkreis Stade Zwangsarbeit, ab 1943 wurden die Kleinkinder der Zwangsarbeiterinnen in „fremdvölkischen Kinderheimen“ untergebracht, wo 65 von ihnen durch Unterernährung und bewusste Vernachlässigung ums Leben kamen.
Am Sande in Stade stehen Gedenksteine für die Opfer des Nationalsozialismus, an die deportierten und ermordeten Personen erinnern Stolpersteine im Stadtgebiet. Auch der ab 1824 belegte Jüdische Friedhof wurde nach 1940 nicht mehr fortgeführt. Damals standen auf dem Friedhof 30 Grabsteine. Städtische Behörden räumten ihn noch im selben Jahr. Nur drei Steine blieben damals stehen. Hans Wohltmann fotografierte die 1940 abgeräumten Steine im Juli 1943 im Auftrag des Reichsinstituts für die Geschichte des neuen Deutschlands. Es wurden jedoch nur 13 Steine aus der Zeit vor 1874 berücksichtigt.
Im Jahre 2002 erregte die vom Bürgermeister und weiteren Honoratioren der Stadt angeregte Ehrung des Lebenswerkes des Feinkosthändlers Gustav Cäsar Wolters durch einen von der Stadt vermittelten Ehrungsbrief des damaligen Bundeskanzlers Gerhard Schröder anlässlich Wolters altersbedingter Geschäftsaufgabe einen Skandal. Denn es war stadtbekannt, dass Wolters als NS-Kriegsverbrecher und Massenmörder verurteilt worden war. Als Mitglied des „Einsatzkommandos 9“ des SD war er involviert in der Ermordung von etwa 15 000 Menschen bei den Massakern von Witebsk. Das Verfahren wurde von der Stader Staatsanwaltschaft wegen angeblichen Befehlsnotstandes 1966 eingestellt. Noch kurz vor Kriegsende beteiligte sich der SS-Angehörige außerdem am 6. April 1945 in Hannover, vier Tage, bevor die US-Armee die Stadt einnahm, an der Erschießung von 154 sowjetischen Kriegsgefangenen und Zwangsarbeitern aus dem Gestapo-Gefängnis in Ahlem auf dem Seelhorster Friedhof. Ein britisches Militärgericht verurteilte Wolters zu 13 Jahren Haft, von denen er aber nur drei Jahre absaß. 1950 kehrte er nach Stade zurück. Sechs Jahre später nahm ihn die ehrenwerte Gesellschaft der Brüderschaft St. Pankratii auf, der die Honoratioren der Stadt angehören.

#### Nach 1945
Die Bezirksregierung und das Militär prägten das soziale Leben Stades als Verwaltungs- und Garnisonsstadt bis zur Ansiedlung der Großindustrie Anfang der 1970er Jahre. Der in den 1930er Jahren errichtete Fliegerhorst Stade-Agathenburg wurde seit 1956 wieder militärisch genutzt; 1966 in Von-Goeben-Kaserne umbenannt. Die Auflösung dieser Militäreinrichtung erfolgte 1994. In deren Folge kam es zu einer Konversion des ehemaligen Bundeswehrgeländes durch Ansiedlung von Gewerbe und Schaffung des neuen Stadtteils Ottenbeck. Am 7. Mai 1962 stürzte ein belgischer Jagdbomber vom Typ F-84 Thunderstreak unmittelbar neben der Horstsiedlung in die Schwinge. Der Pilot kam dabei ums Leben. Ihm wird zugutegehalten, dass er sein Flugzeug vom besiedelten Gebiet wegsteuerte und deshalb seinen Schleudersitz zu spät auslöste. Die Stadt war mehrfach Drehort der Fernsehserie Kümo Henriette (1978–1981), darunter der Hansehafen und das alte Rathaus.

### Einwohnerentwicklung

Diagramm der Einwohnerentwicklung von 1990 bis 2017 nach nebenstehender Tabelle

|      |           |      |        |           |        |      |           |
| Jahr | Einwohner |      | Jahr   | Einwohner |        | Jahr | Einwohner |
| 1990 | 45.991    | 2000 | 45.727 | 2010      | 46.159 |      |           |
| 1991 | 46.772    | 2001 | 45.984 | 2011      | 45.198 |      |           |
| 1992 | 44.755    | 2002 | 46.068 | 2012      | 45.218 |      |           |
| 1993 | 45.387    | 2003 | 46.291 | 2013      | 45.317 |      |           |
| 1994 | 45.642    | 2004 | 46.530 | 2014      | 45.772 |      |           |
| 1995 | 46.109    | 2005 | 46.778 | 2015      | 46.378 |      |           |
| 1996 | 46.057    | 2006 | 46.820 | 2016      | 47.194 |      |           |
| 1997 | 45.925    | 2007 | 45.855 | 2017      | 47.330 |      |           |
| 1998 | 45.755    | 2008 | 45.918 | 2018      | 47.406 |      |           |
| 1999 | 45.773    | 2009 | 46.080 |           |        |      |           |

### Eingemeindungen
Am 1. Juli 1972 wurden die Gemeinden Bützfleth, Haddorf, Hagen, Schölisch und Wiepenkathen eingegliedert.

## Religion

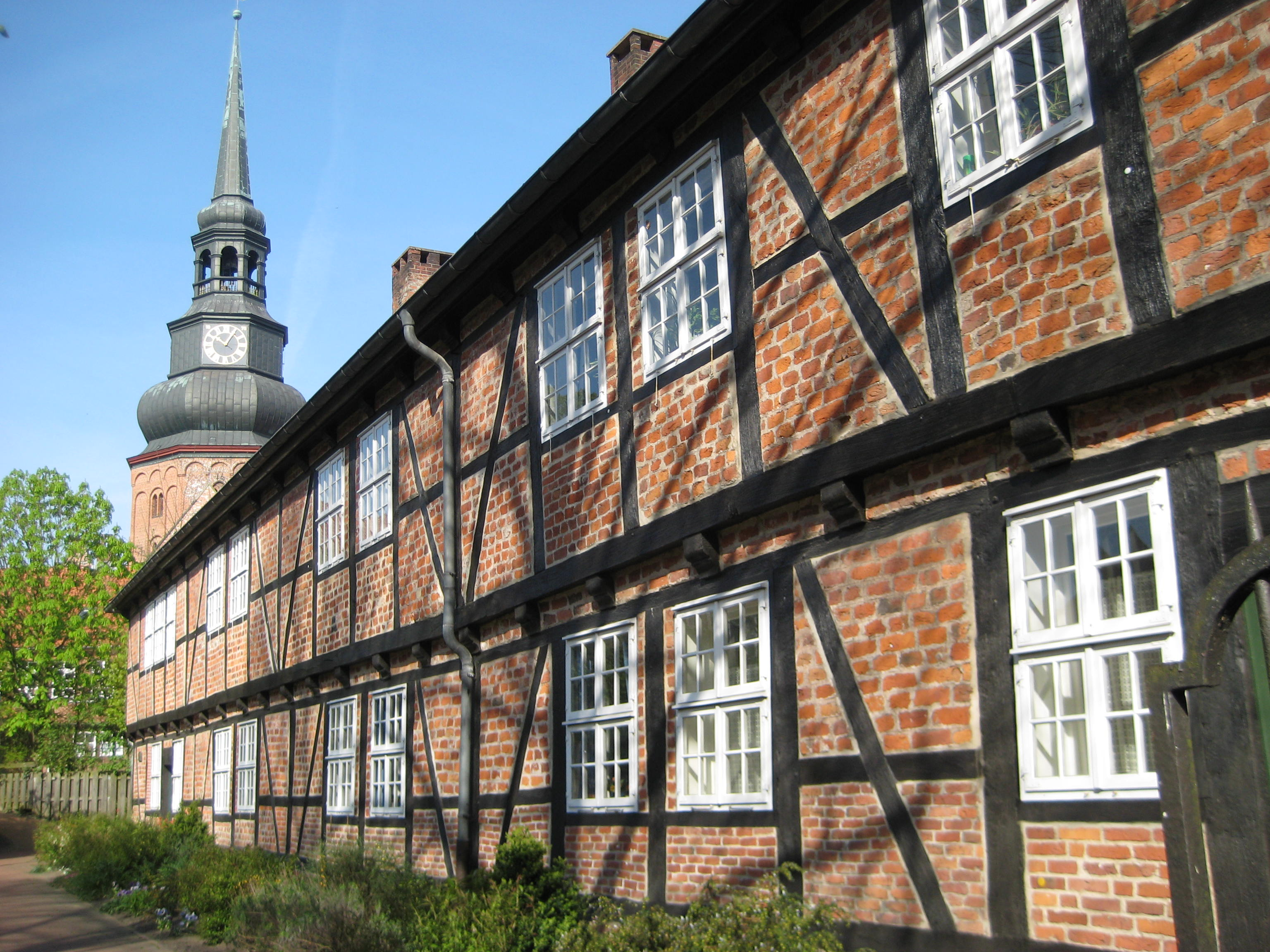
Johanniskloster

In Stade ist eine vielfältige Glaubensgemeinschaft beheimatet. Bereits vor 1236 bestand das Johanniskloster. Neben den christlichen Kirchen sind heute auch mehrere Moscheen am Ort vorhanden. Eine von ihnen befindet sich im Bereich der Innenstadt, eine in der Ortschaft Bützfleth sowie weitere im Altländer Viertel. Das Moschee-Gebäude der Ahmadiyya Muslim Jamaat wurde als Moschee-Bauwerk errichtet und verfügt über ein Minarett. Es existiert auch eine buddhistische Gruppe.

### Evangelische Kirchengemeinden

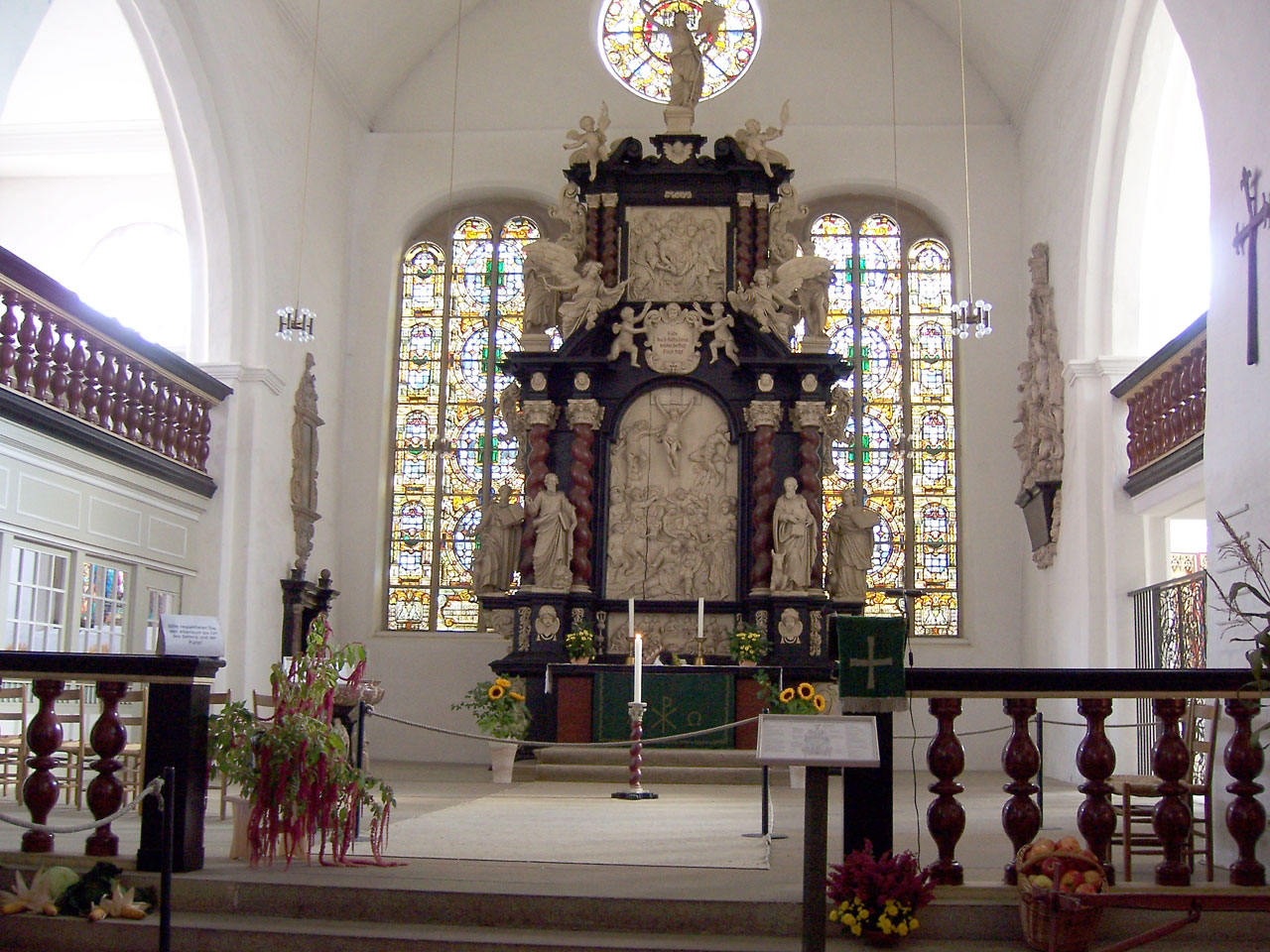
Kirche St. Cosmae et Damiani

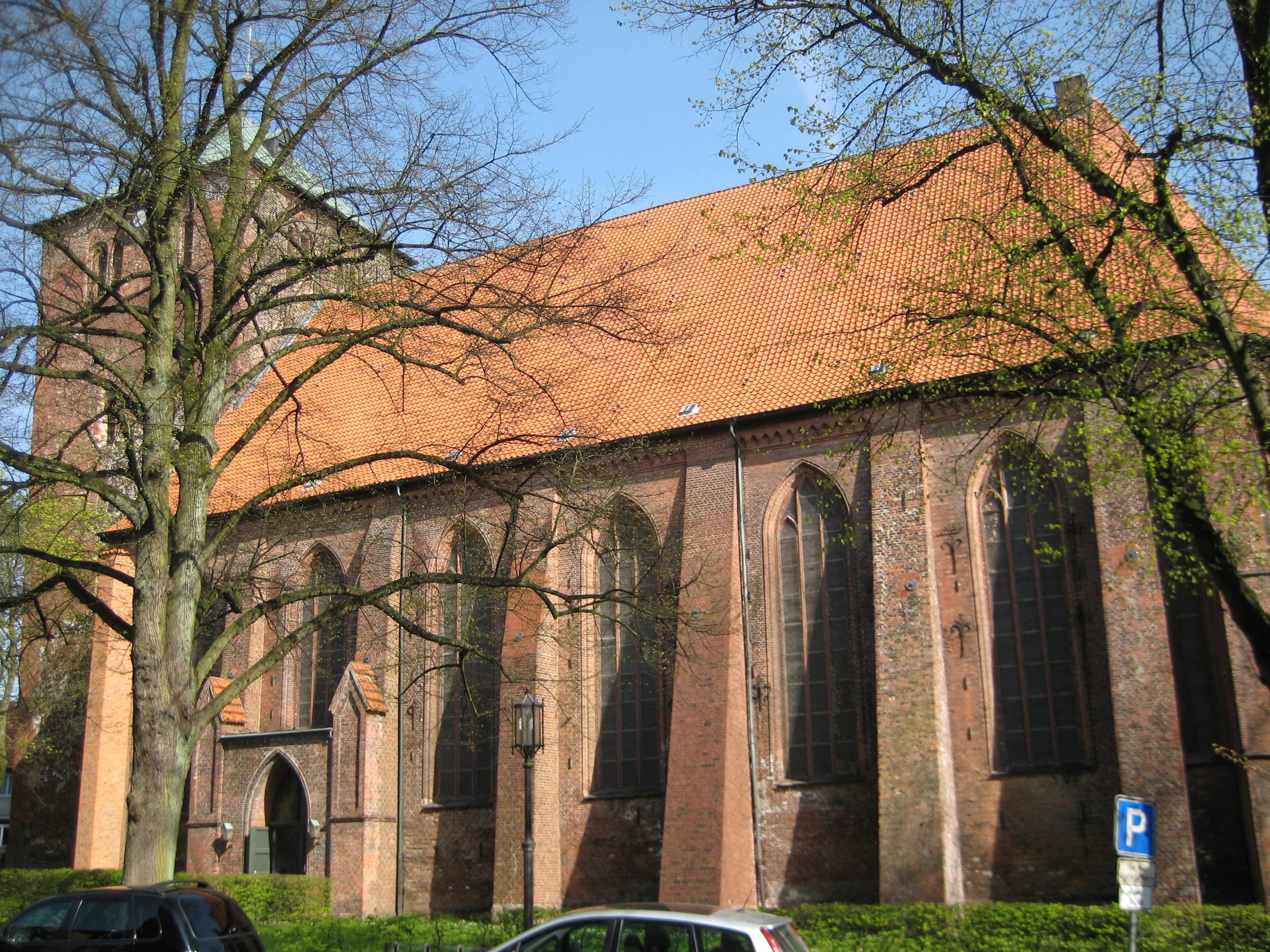
St. Wilhadi

Stade ist Sitz des Sprengels Stade der evangelisch-lutherischen Landeskirche Hannover. Zu ihm gehören neun Kirchenkreise, darunter der Kirchenkreis Stade. Ihm sind die vier Kirchengemeinden St. Cosmae-Nicolai, Johannis, Markus und St. Wilhadi zugeordnet.

### Katholische Kirche
Die katholische Gemeinde verfügt über zwei Gotteshäuser in Stade, die Heilig-Geist-Kirche in Campe und die St. Josef-Kirche vorm Schiffertor. Die katholischen Pfarrgemeinden gehören zum Dekanat Unterelbe im Bistum Hildesheim. Damit zählen sie zur Kirchenprovinz Hamburg.

### Weitere Kirchen
In Stade sind darüber hinaus mehrere Freikirchen beheimatet:
- die Selbständige Evangelisch-Lutherische Kirche,
- die Baptistengemeinde im Bund Evangelisch-Freikirchlicher Gemeinden in Deutschland,
- die Freie evangelische Gemeinde,
- die Freikirche der Siebenten-Tags-Adventisten,
- die Neuapostolische Kirche,
- die Kirche Jesu Christi der Heiligen der Letzten Tage (Mormonen)
- die Zeugen Jehovas.

## Politik

### Stadtrat
Der Rat der Stadt Stade hat 40 Mitglieder. Dies ist die festgelegte Anzahl für eine Stadt mit einer Einwohnerzahl zwischen 40.001 und 50.000 Einwohnern. Die 40 Ratsmitglieder werden durch eine Kommunalwahl für jeweils fünf Jahre gewählt. Die aktuelle Wahlperiode beginnt am 1. November 2021 und endet (planmäßig) am 31. Oktober 2026.
Stimmberechtigt im Rat der Stadt ist außerdem der hauptamtliche Bürgermeister Sönke Hartlef (CDU).
Die Kommunalwahl am 12. September 2021 führte bei einer Wahlbeteiligung von 49,75 % zu folgendem Ergebnis:
| Partei    | Stimmen | Anteil  | Sitze | Diff. |
| --------- | ------- | ------- | ----- | ----- |
| CDU       | 16.045  | 29,27 % | 12    | −1    |
| SPD       | 15.951  | 29,10 % | 12    | =     |
| Grüne     | 8.609   | 15,70 % | 6     | +2    |
| WG        | 3.548   | 6,47 %  | 2     | −2    |
| FDP       | 4.343   | 7,92 %  | 3     | +1    |
| Die Linke | 2.203   | 4,02 %  | 2     | =     |
| Piraten   | 1.063   | 1,94 %  | 1     | =     |
| UBLS      | 3.055   | 5,57 %  | 2     | =     |

### Bürgermeister
Seit 2006 hat Stade einen hauptamtlichen Bürgermeister, der neben repräsentativen Aufgaben auch die Leitung der Stadtverwaltung wahrnimmt. Im September 2006 wurde Andreas Rieckhof (SPD) mit 61,58 % erster direkt gewählter Bürgermeister, der im März 2011 als Staatsrat in die Hansestadt Hamburg wechselte. Bei der Kommunalwahl im September 2011 wurde Silvia Nieber (SPD) mit 59,63 % als erste Frau in das Bürgermeisteramt gewählt. 2019 ist Sönke Hartlef (CDU) zum neuen Bürgermeister gewählt worden.

### Wappen
Das Wappen der Stadt Stade zeigt einen silbernen, aufrecht stehenden, mit dem Bart nach rechts gewandten Schlüssel (dem Petrusschlüssel der Erzbischöfe von Bremen) in blauem Feld, rechts und links begleitet von je einem silbernen Greifen mit goldener Mähne, goldenen Flügeln, roter aufgeschlagener Zunge und einem Spruchband mit den Buchstaben S.P.Q.ST. (Senatus Populusque Stadensis, lateinisch für „Der Rat und die Bürger von Stade“).
Der Wappenschild ist durch Münzfunde seit dem 13. Jahrhundert nachgewiesen. Im 19. Jahrhundert wurden die flankierenden Greifen und das Spruchband hinzugefügt.

### Städtepartnerschaften
Die Hansestadt Stade ist durch Städtepartnerschaften verbunden mit
| - Givat Schmuel in Israel, seit 1987 - Gołdap in Polen, seit 1998 - Karlshamn in Schweden, seit 1984 |

Mit dem Partnerschaftsvertrag zwischen Stade und der südschwedischen Stadt Karlshamn vom 23. Juni 1984 trat die erste der heute noch gültigen Partnerschaften von Stade in Kraft. Bereits seit 1970 veranstaltet Stade in unregelmäßigen Abständen eine „Schwedenwoche“. Am 16. Juli 1987 wurde eine weitere Partnerschaft mit der israelischen Stadt Givat Schmuel besiegelt. Mit der städtischen Siedlung bei Tel Aviv, die 1942 von rumänischen Einwanderern gegründet wurde, findet ein regelmäßiger Jugendaustausch statt. Zu Karlshamn und Givat Schmuel trat am 24. März 1998 die Stadt Gołdap (deutsch Goldap) im Nordosten Polens (im früheren Ostpreußen), nahe der Grenze zur russischen Oblast Kaliningrad. Auch zwischen Stade und Goldap wird ein regelmäßiger Jugendaustausch betrieben, zu dem außerdem noch ein im Wechsel erfolgender Berufsgruppenaustausch kommt.

## Kultur und Sehenswürdigkeiten

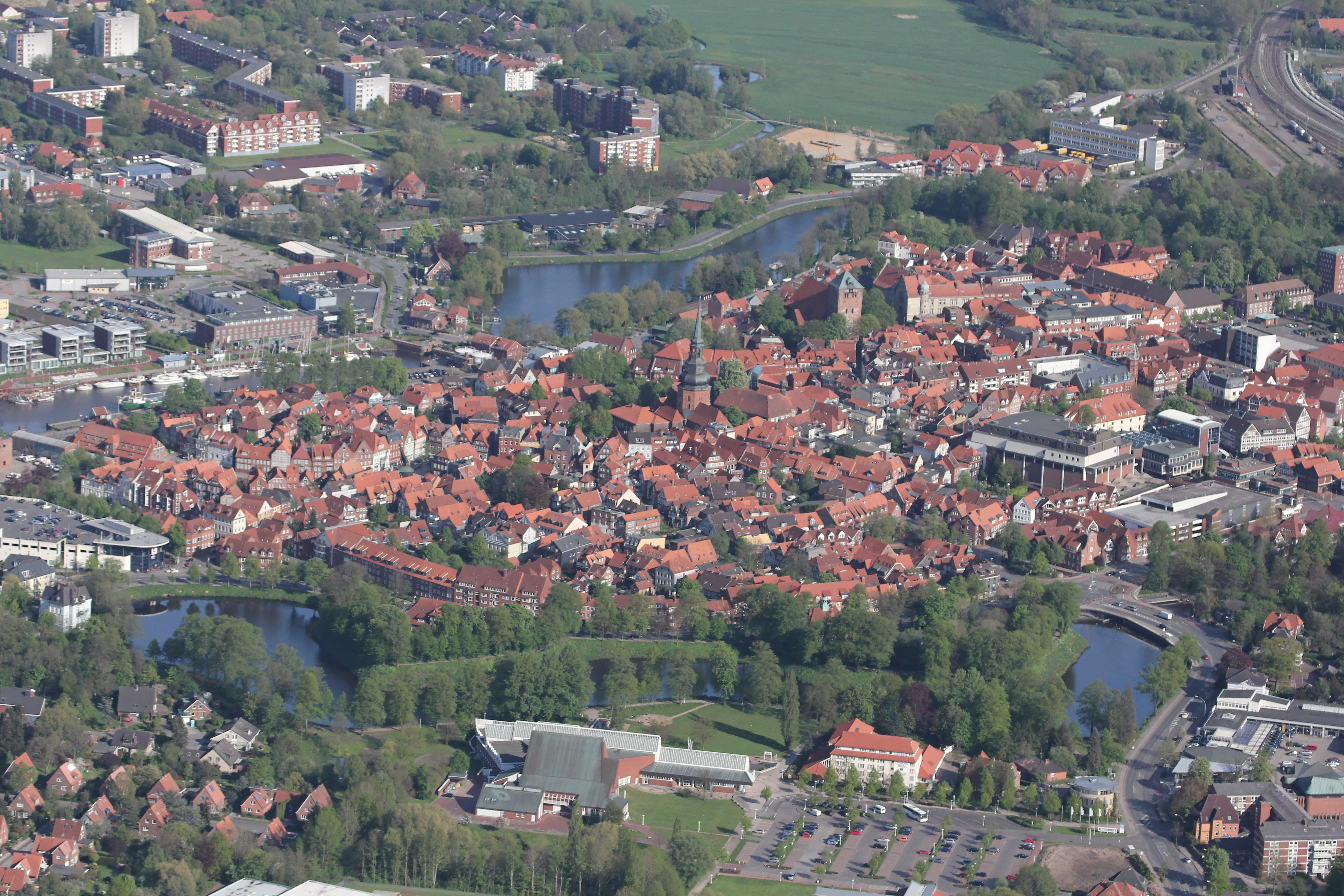
Historischer Stadtkern

### Bauwerke
Zu den Sehenswürdigkeiten Stades gehört die gesamte Altstadt mit Fachwerkhäusern, die meisten stammen aus dem 17. Jahrhundert. In einigen Straßenzügen stehen wesentlich ältere Häuser, sie stammen aus der Zeit vor dem Stadtbrand von 1659. Dieser zerstörte elf Jahre nach Ende des Dreißigjährigen Krieges zwei Drittel aller Stader Gebäude. Auch das Rathaus gehörte dazu, nur seine Gewölbe mit dem Ratskeller blieben erhalten. Auf ihnen wurde 1667 das so genannte „Alte Rathaus“ erbaut. Der Ratskeller darunter wurde erstmals am 22. Februar 1305 im ersten Stader Stadtbuch als Weinkeller und Schänke erwähnt, er gehört damit zu den ältesten Ratskellern Deutschlands.

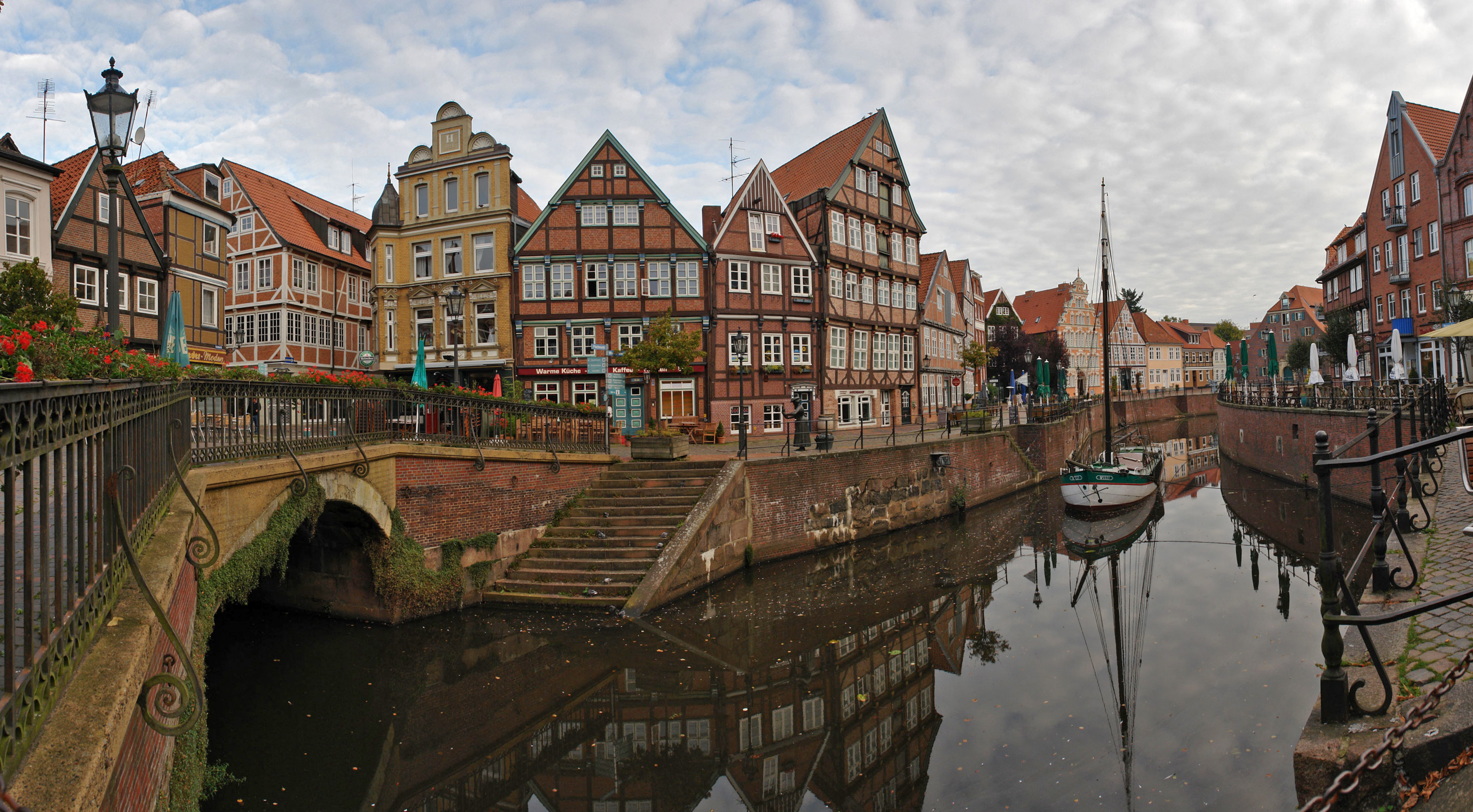
Der Hansehafen vom Fischmarkt aus, mit Blick auf die Seite Wasser West

Zwei Innenstadtkirchen:
- Kirche Ss. Cosmae et Damiani, von den Stadern meist nur „Cosmae-Kirche“ genannt, mit einer bedeutenden Hus/Schnitger-Orgel.
- Kirche St. Wilhadi mit der Erasmus-Bielfeldt-Orgel

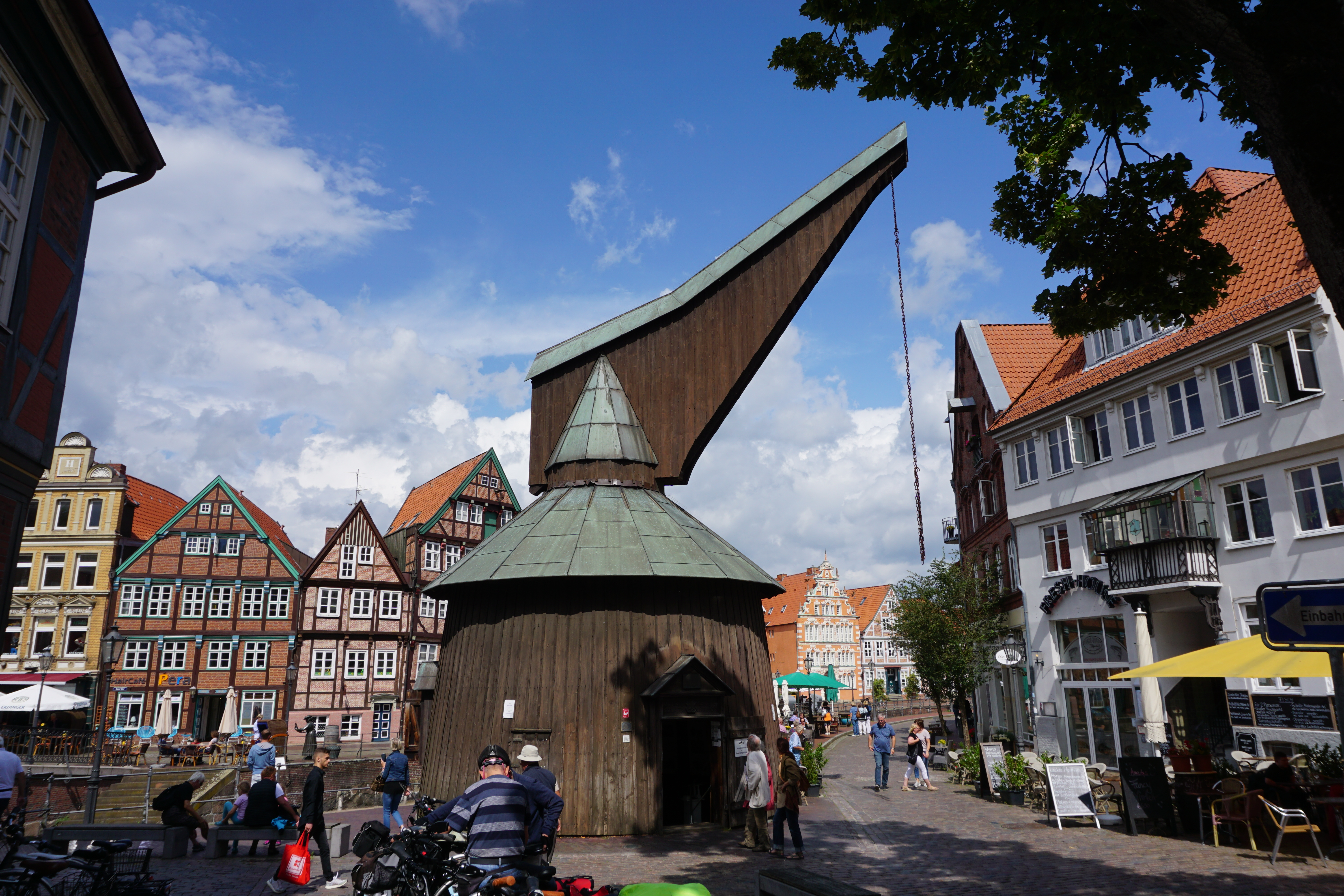
Holztretkran am Hansehafen

Der Hansehafen war einst das wirtschaftliche Herz der Hansestadt. Hier befindet sich der Schwedenspeicher von 1705, der seit 1977 als Museum dient. An der Fußgängerzone „Wasser West“, die am Hansehafen entlang zum Schwedenspeicher führt, liegt das Bürgermeister-Hintze-Haus mit Renaissance-Fassade von 1621; das Gebäude wurde 1930 wegen Baufälligkeit abgerissen und die Fassade 1932 mit gesichertem Material wieder aufgebaut. Daneben befindet sich das Goeben-Haus, in dem 1816 der spätere preußische General August Karl von Goeben geboren wurde, 1822 wurde das Haus von Gottlieb Wilhelm Freudentheil, dem Abgeordneten im Paulskirchenparlament und dem Vater des modernen Anwaltsstandes, erworben, der dort bis zu seinem Tod 1869 lebte.
Am Hansehafen wurde 1977 nach dem Vorbild des Lüneburger Alten Krans am früheren Standort des Stader Salzkrans von 1661 ein Tretkran errichtet, allerdings ohne die innere Mechanik. Das baufällige Original war 1898 abgerissen worden.
Die Stader Stadtwaage von 1753 am Hansehafen sollte Mitte der 1970er Jahre abgerissen werden; sie hatte bis ins 19. Jahrhundert als Zollhaus gedient. Zugleich erwog der Rat der Stadt damals, den 1000 Jahre alten Hansehafen zuzuschütten und an der Stelle einen Parkplatz anzulegen; Hansehafen wie historische Bausubstanz blieben erhalten. Heute ist das Fachwerkgebäude saniert und wird als Wohn- und Geschäftsgebäude genutzt.
Die Löwenapotheke, für die dem schwedischen Apotheker Gabriel Luther 1655 das Privileg von König Karl X. Gustav erteilt wurde, verfügt noch über eine Offizineinrichtung aus Mahagoni von 1867. Das Kaufmannstreppenhaus im Hausinneren gilt als typisches Beispiel für eine Diele in einem mittelalterlichen Gildehaus und weckt der Autorin Else Alpers zufolge Buddenbrook'sche Reminiszenzen.
Das Zeughaus am Pferdemarkt wurde bis Ende der 1980er Jahre als Kino sowie Konzert- und Theatergebäude genutzt. Es wurde zwischen 1697 und 1699 in der Schwedenzeit Stades als Waffenarsenal errichtet. Vorher stand dort die aus dem 12. Jahrhundert stammende St.-Georgs-Kirche. Der Bremer Erzbischof Gottfried von Arnsberg starb 1363 in Stade. Er wurde in der St.-Georgs-Kirche beigesetzt. Sein Grab ist im Untergeschoss des Zeughauses erhalten.
Am Stadthafen befindet sich der denkmalgeschützte Hafenkran von 1927. Der elektrisch angetriebene Kran von Bamag-Meguin (Berlin) war ursprünglich fahrbar. 1986 wurde er erstmals gesichert und instand gesetzt. Nach Reparatur des Kontergewichts 1999 wurde er vom Frühjahr 2007 bis zum Juni 2008 originalgetreu restauriert.

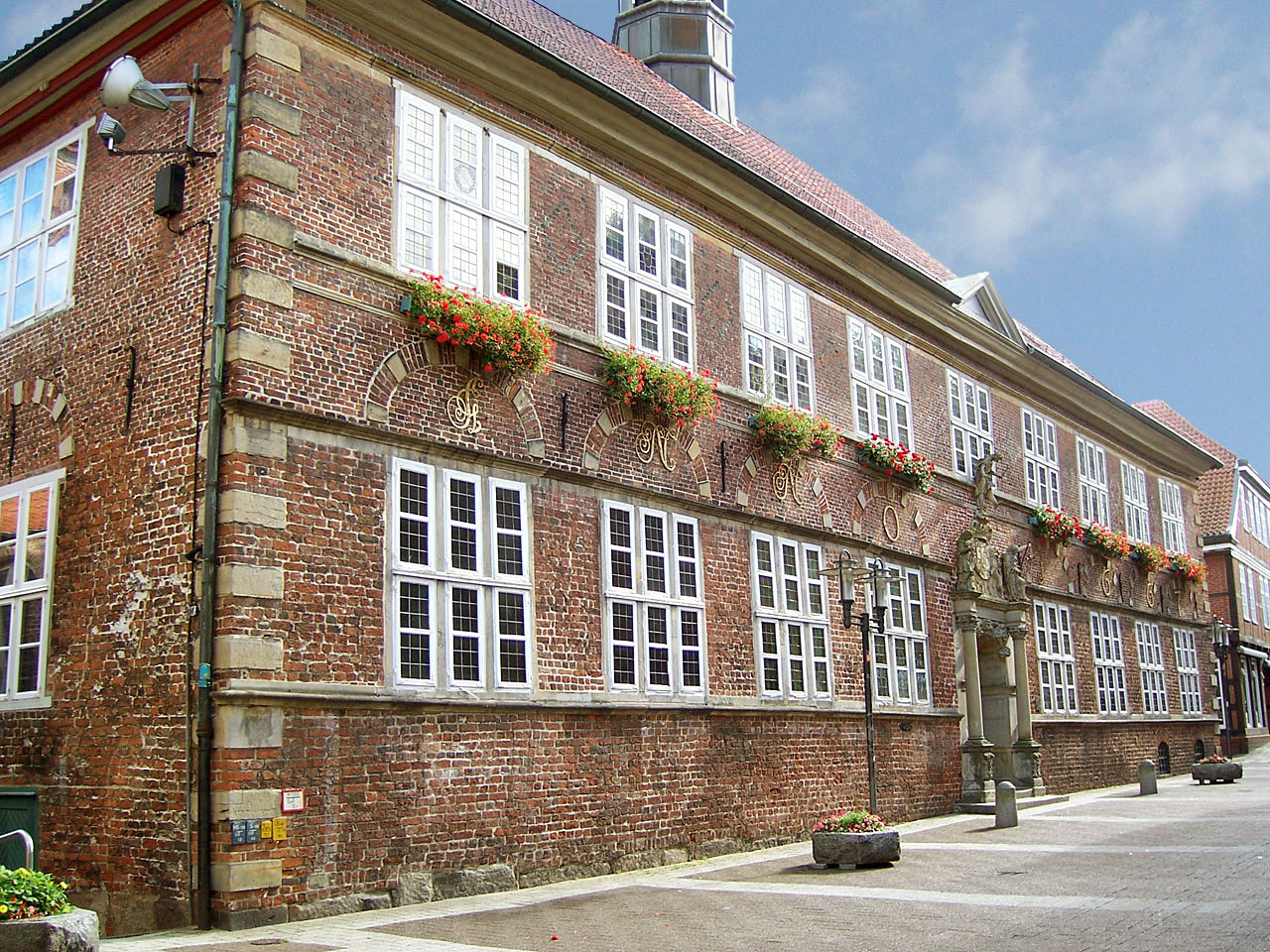
Rathaus von 1667
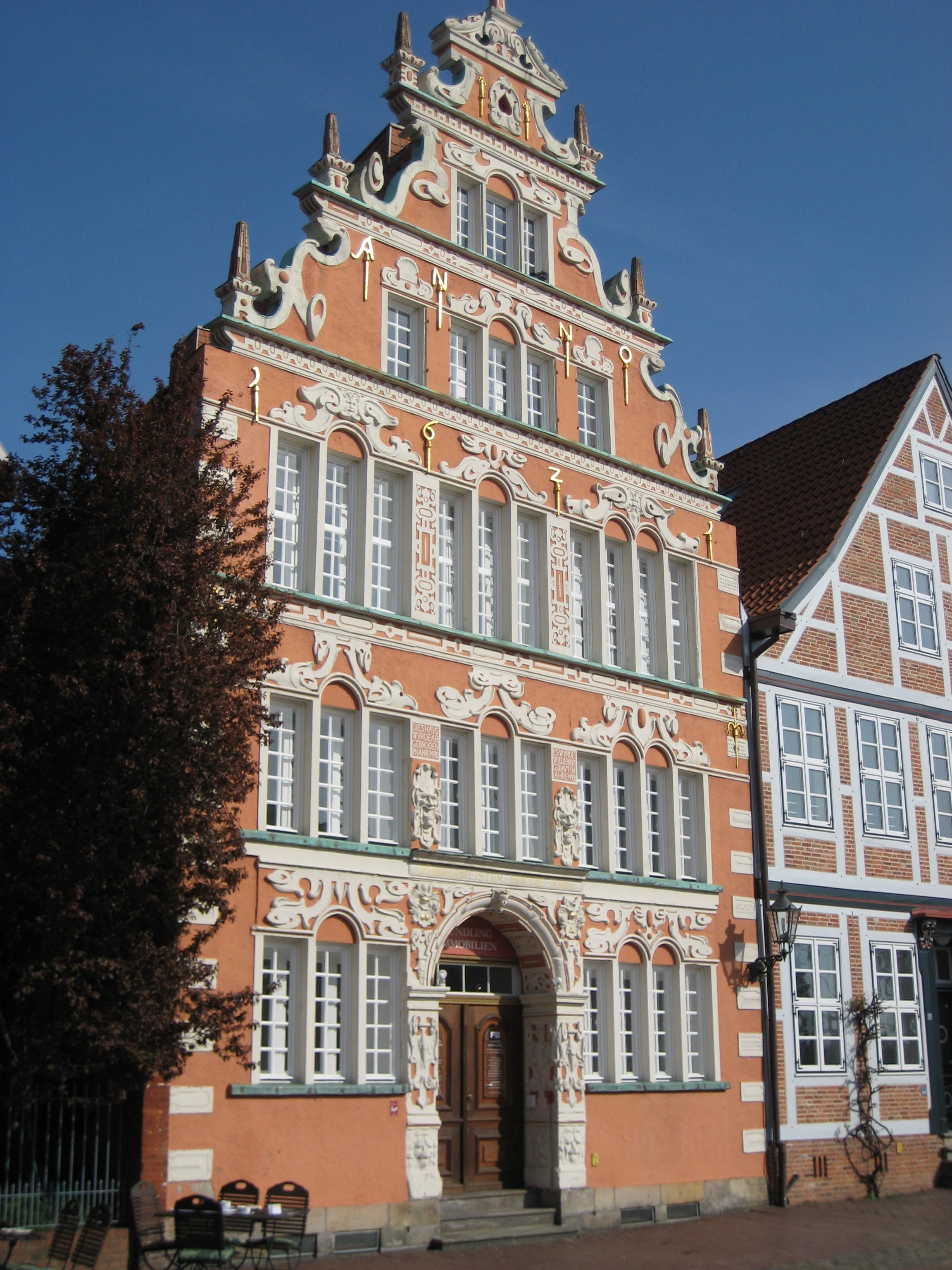
Bürgermeister-Hintze-Haus, am Wasser West
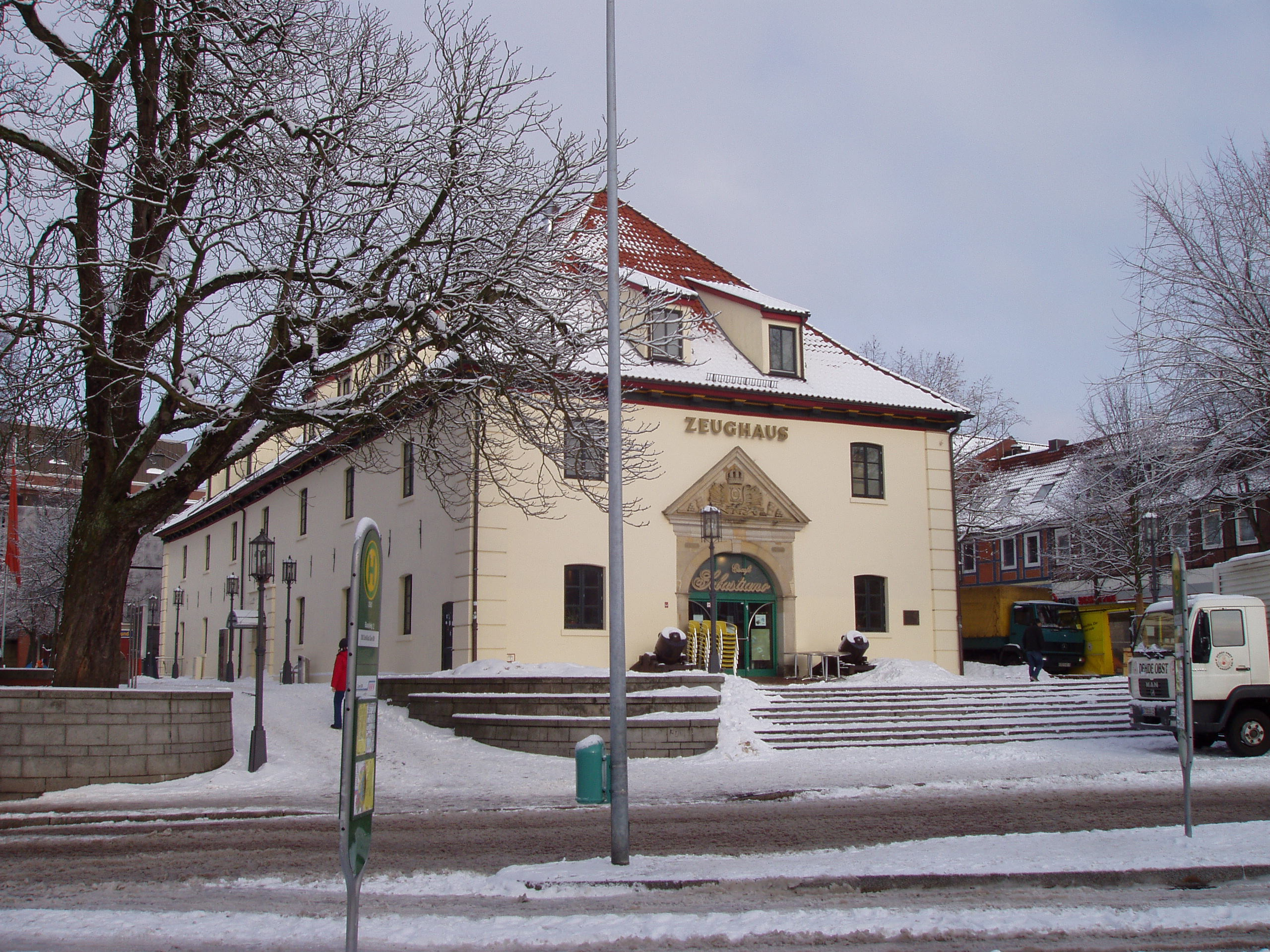
Zeughaus am Pferdemarkt
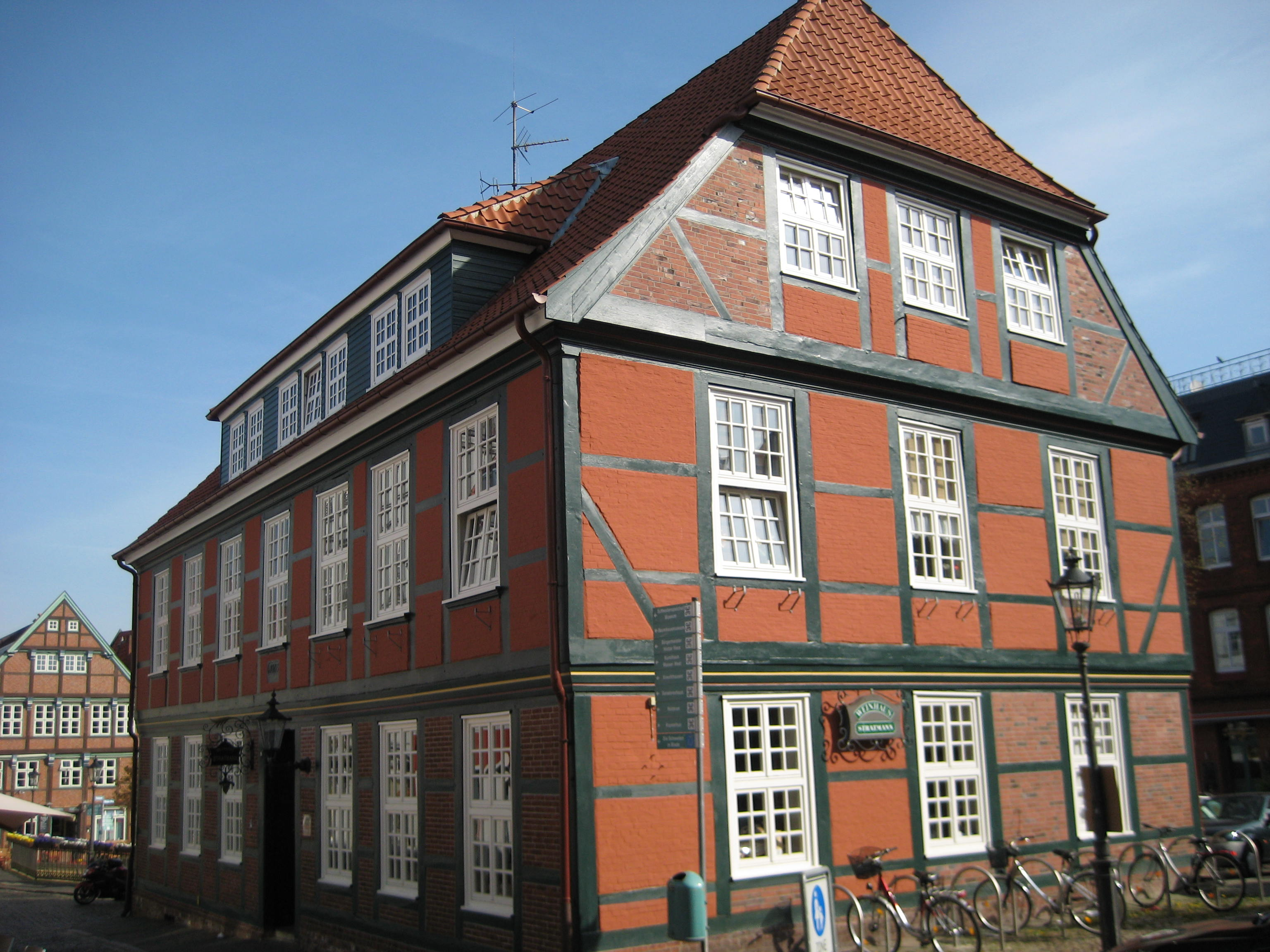
Stader Stadtwaage von 1753 (Zollhaus)
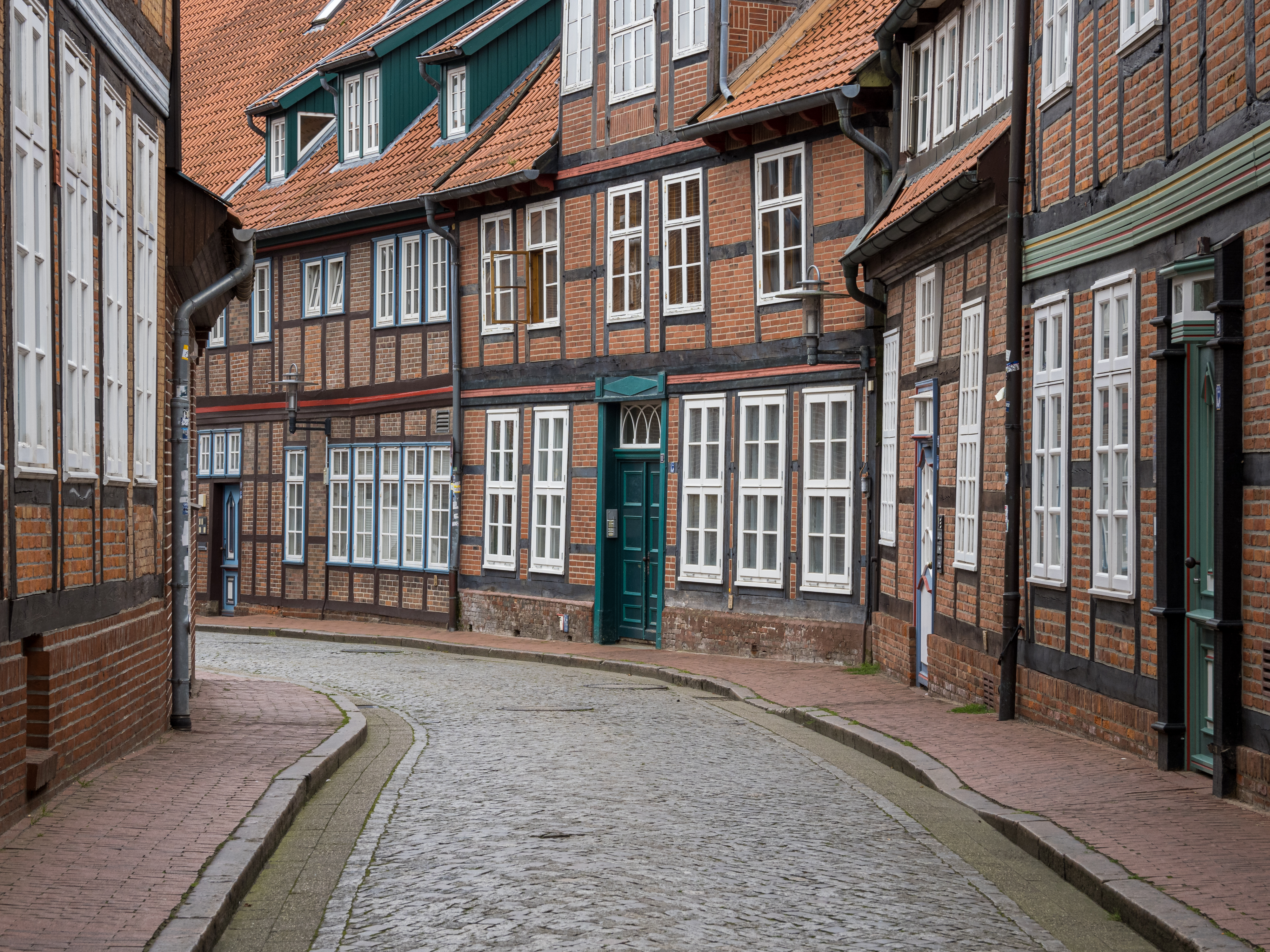
Altstadtgasse „Bei der Börne“
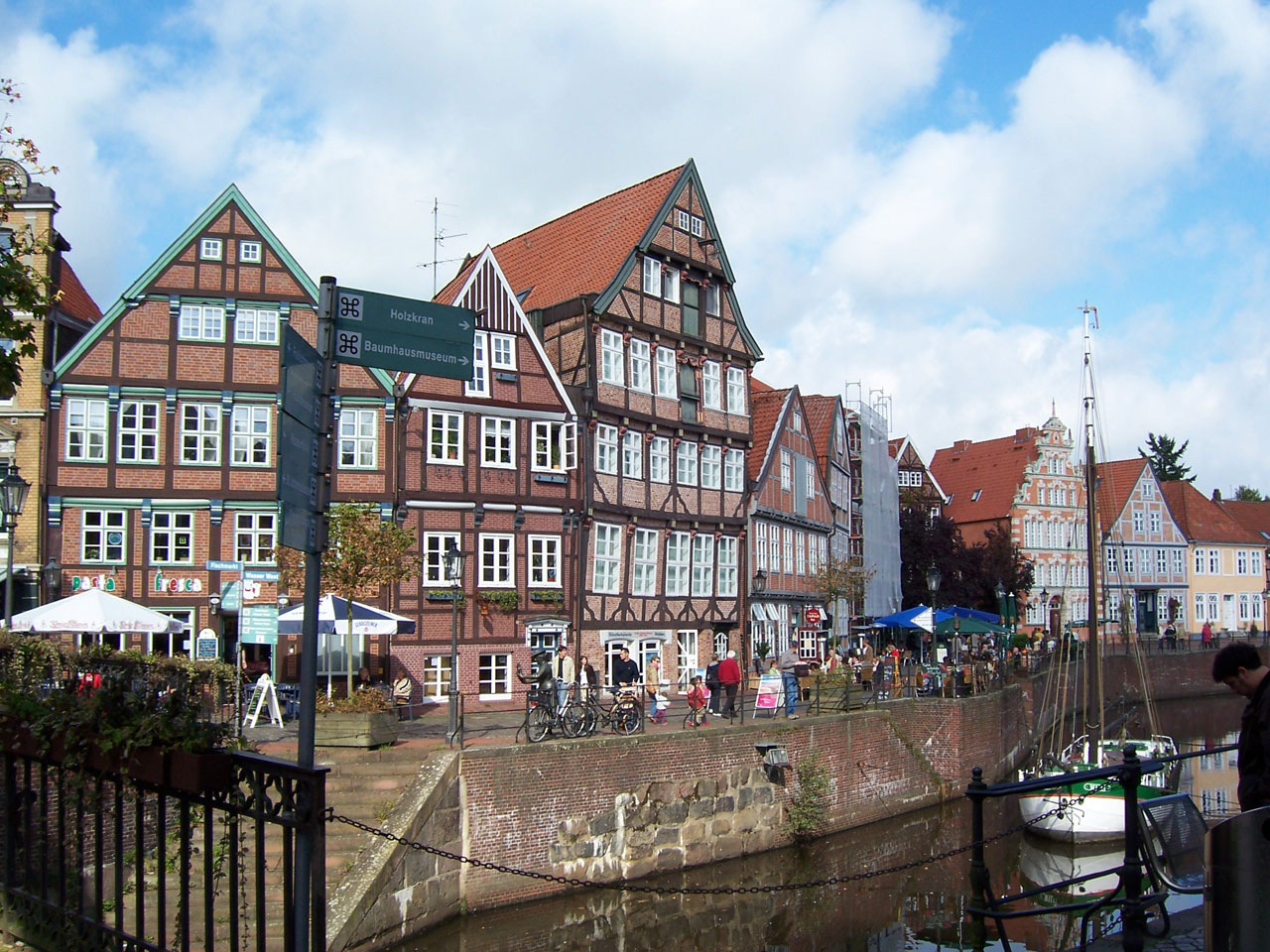
Fachwerkhäuser am Hansehafen
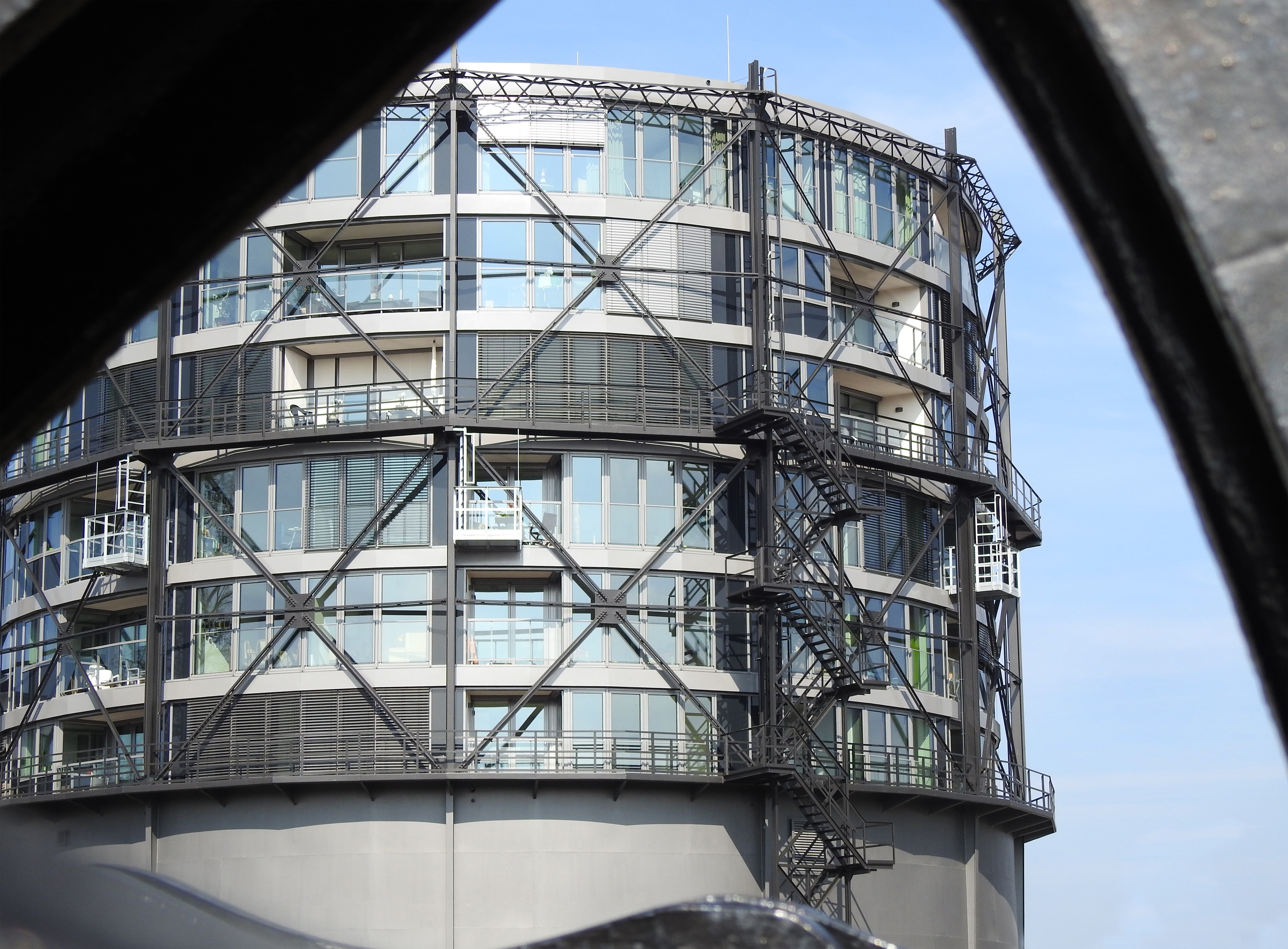
Gasometer am Stadthafen. Heutige Nutzung: Wohnungskomplex
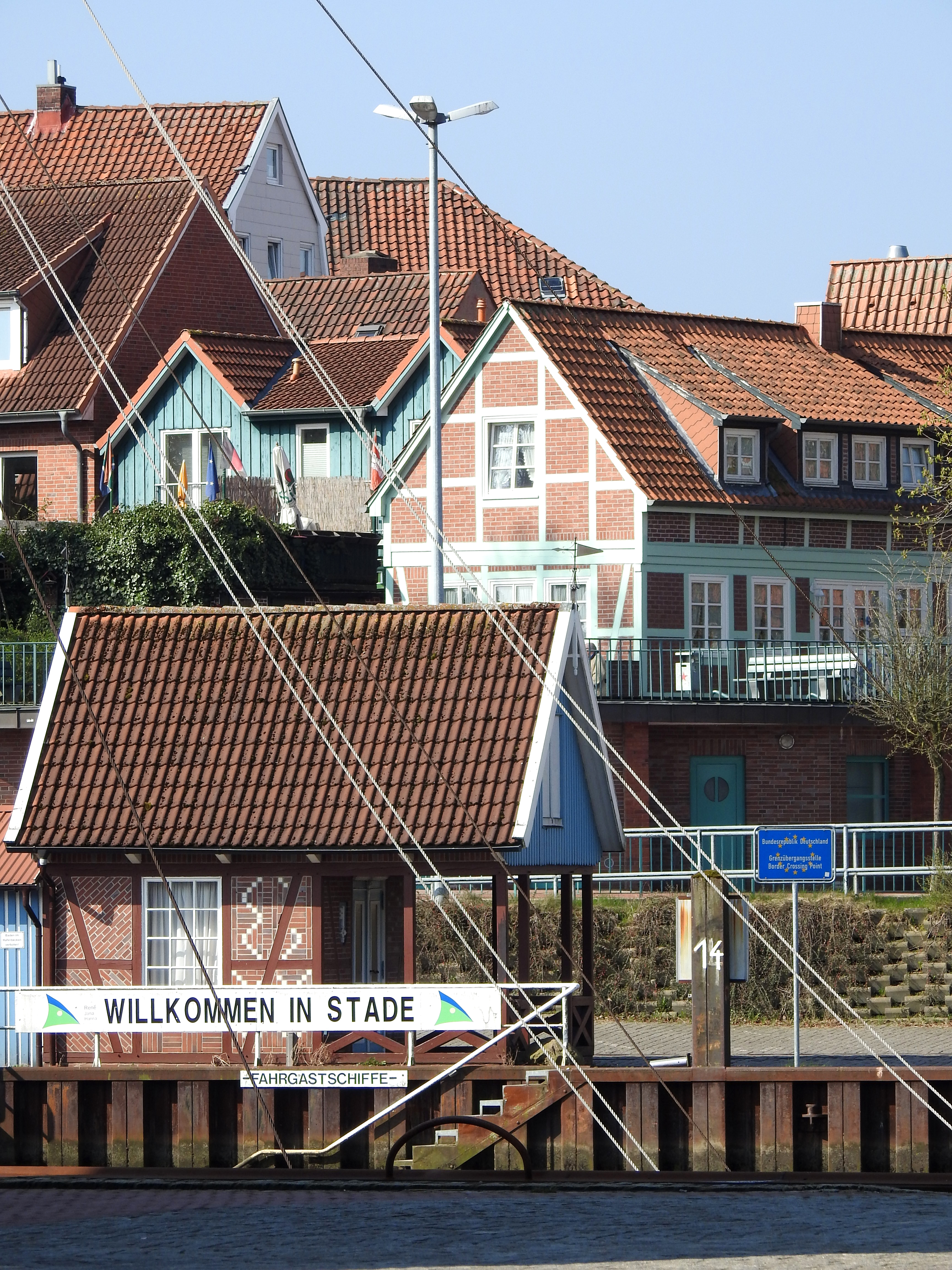
Blick auf den Spiegelberg
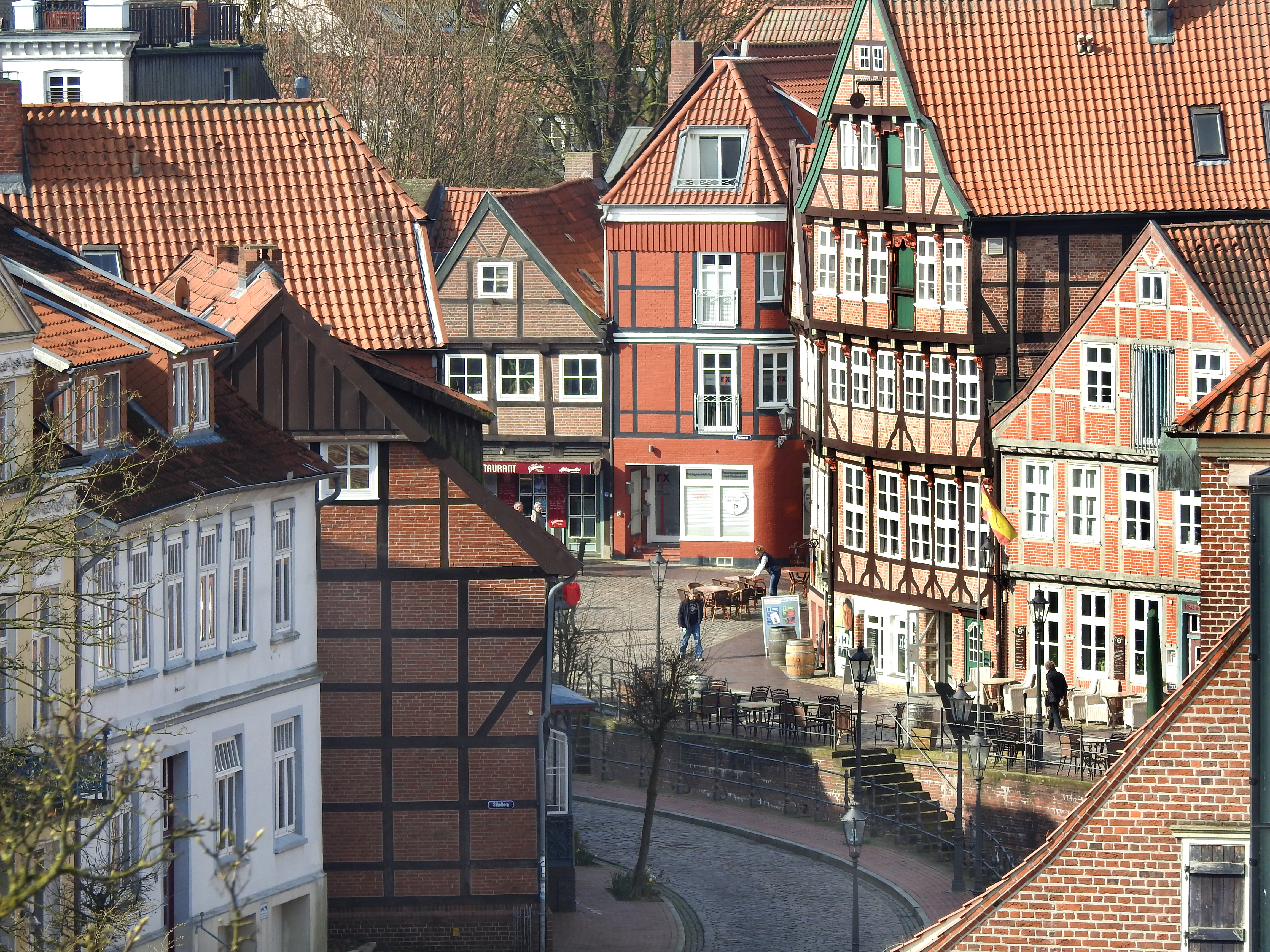
Blick in den Hansehafen
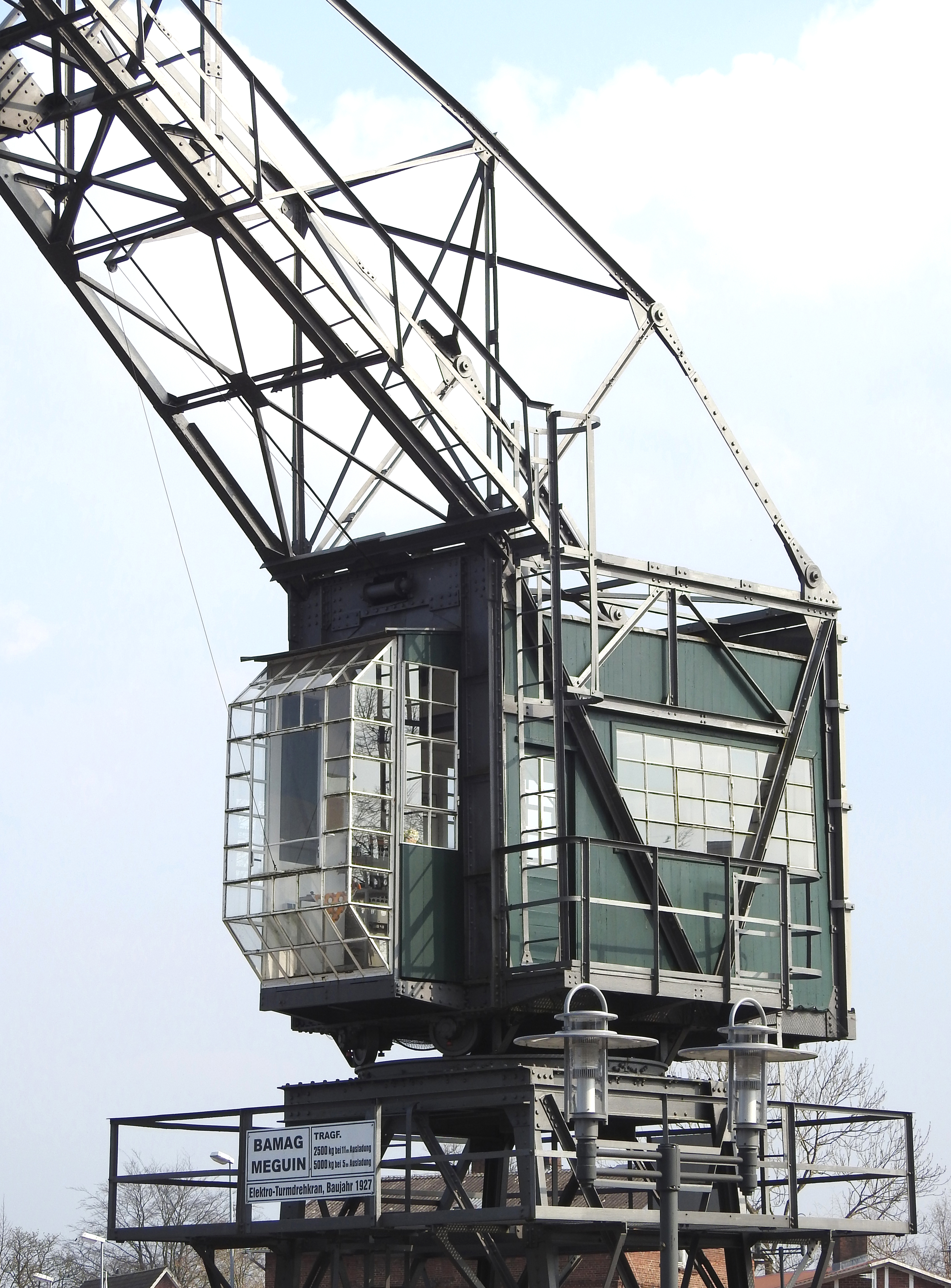
Historischer Kran am Stadthafen

### Stadeum

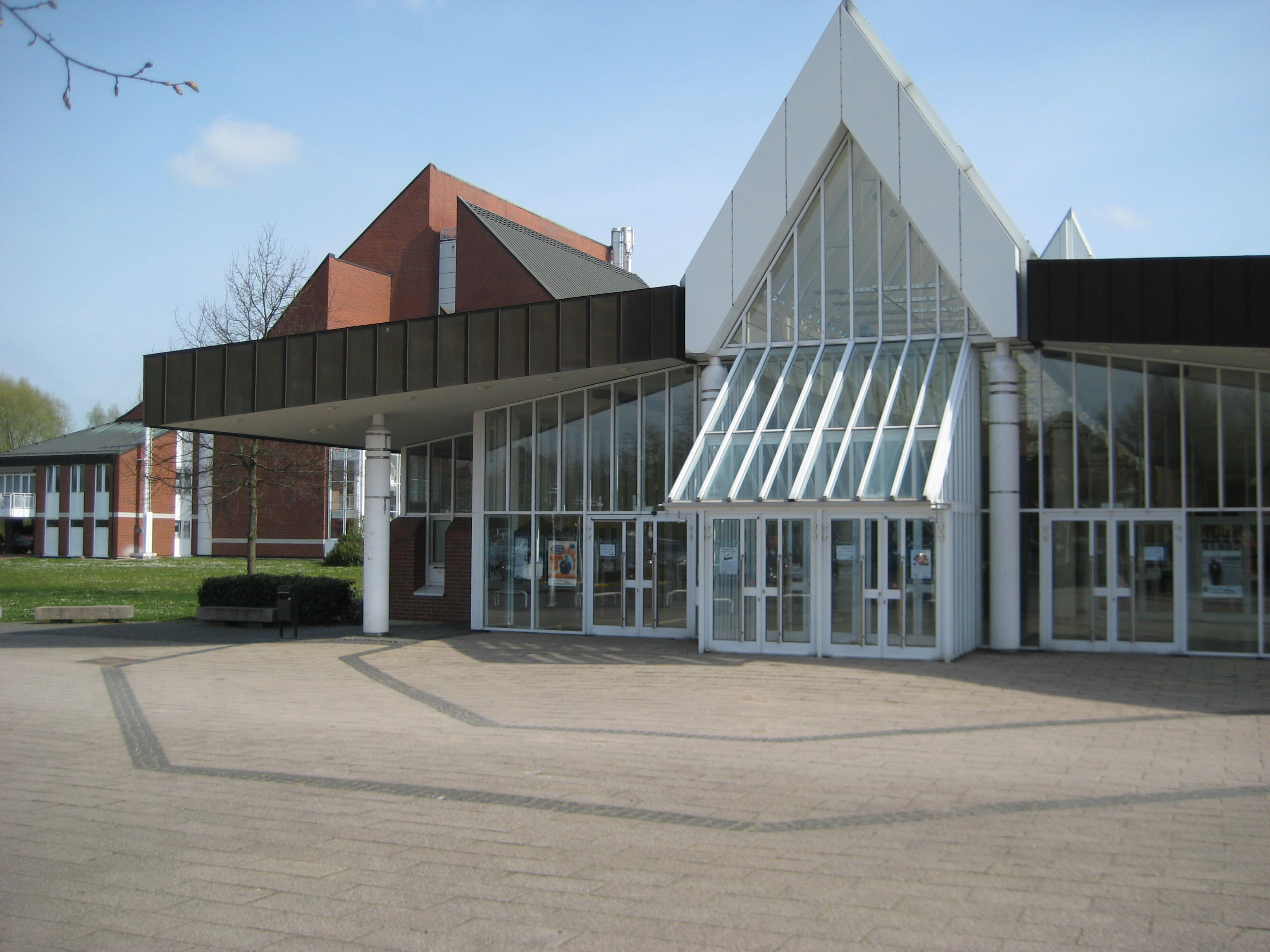
Stadeum

Im Kultur- und Tagungszentrum Stadeum (Eigenschreibweise STADEUM) der Stadt Stade von 1989 nach Plänen von Klaus Peter Springer (Hannover) finden Veranstaltungen, auch Theater- und Konzertaufführungen aller Genres statt. Der Bau, ein Multifunktionsgebäude, kostete ca. 63,4 Mio. DM.
Der Hansesaal hat 1064 Plätze. Mit herausgenommenen Innenwänden fasst das Stadeum bis zu 3000 Besucher, z. B. bei Konzerten.
Überregional beachtete Events, wie das Holk-Kulturfestival, ein Open-Air-Festival, der Stader Opernball sowie die Messe LebensWelten fanden im Stadeum statt. Pro Spielzeit finden rund 500 Veranstaltungen statt. Zum Stadeum gehört ein gastronomischer Betrieb.

### Seminarturnhalle
Die frühere Sporthalle wurde als Seminarturnhalle eine Kulturspielstätte für Theater, Musik, Kleinkunst, Lesungen, Ausstellungen und Filmvorführungen.

### Museen

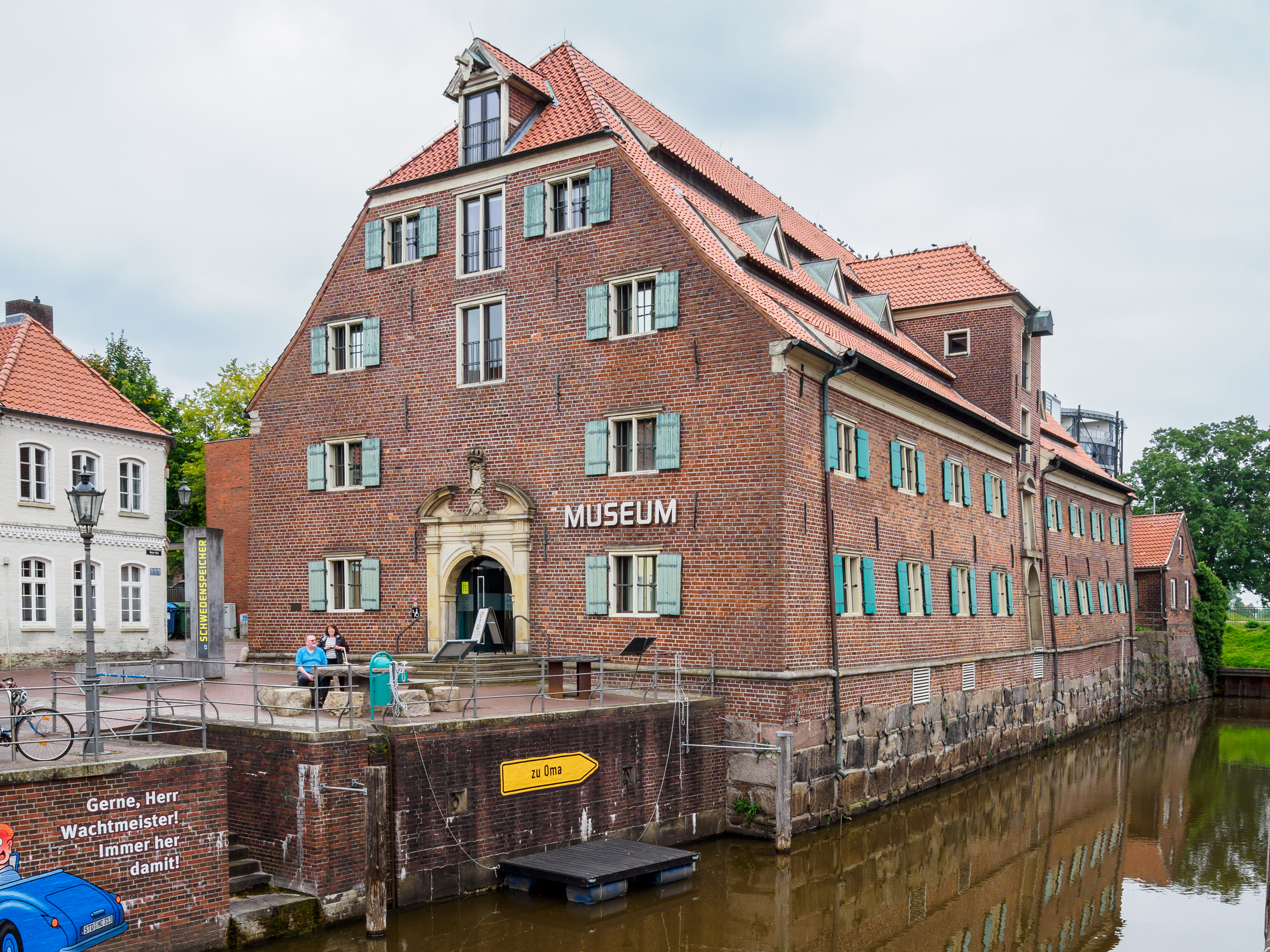
Museum Schwedenspeicher

- Schwedenspeicher-Museum
- Heimatmuseum
- Kunsthaus am Wasser West
- Freilichtmuseum auf der Insel
- Museumsschiff Greundiek
- Festung Grauerort

### Skulpturen
In der Altstadt befinden sich u. a. folgende Kunstwerke:

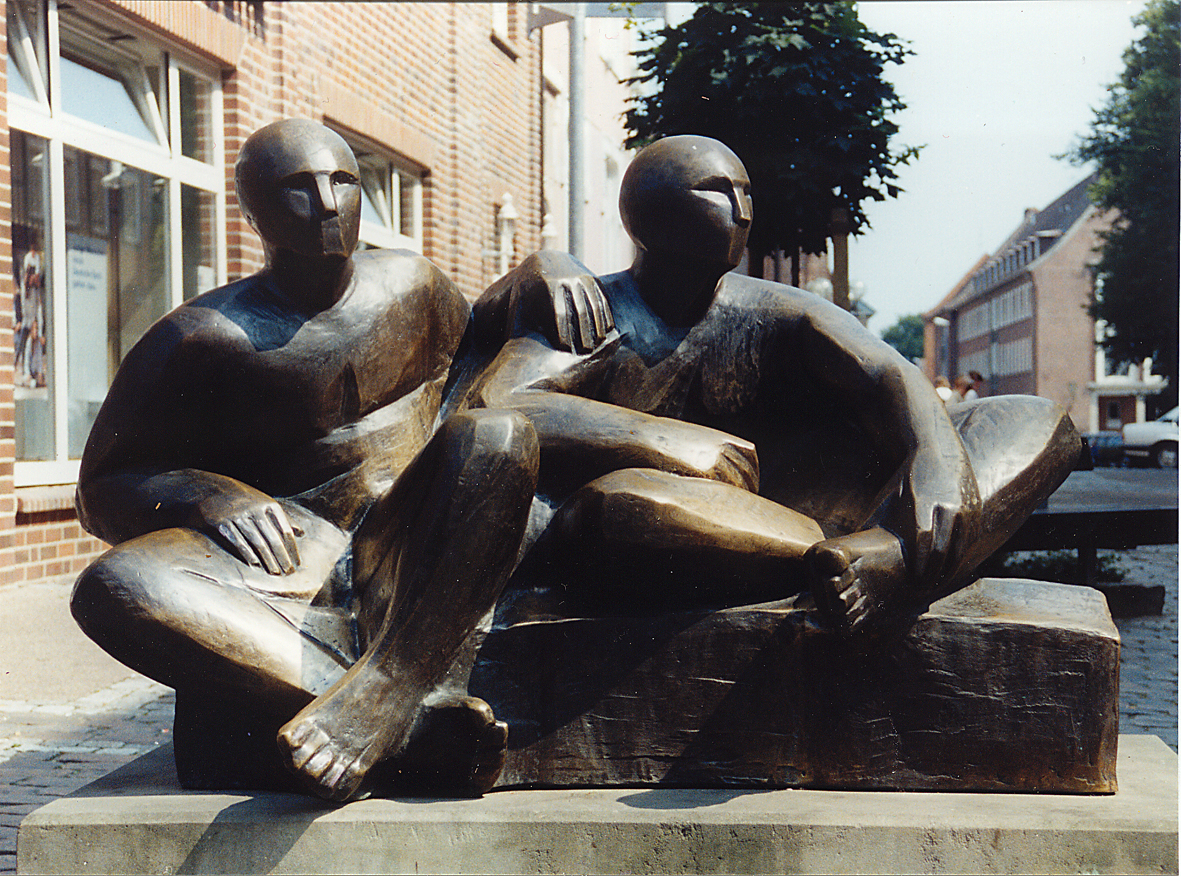
Die Wachenden, Bronze-Plastik von Carsten Eggers in der Holzstraße
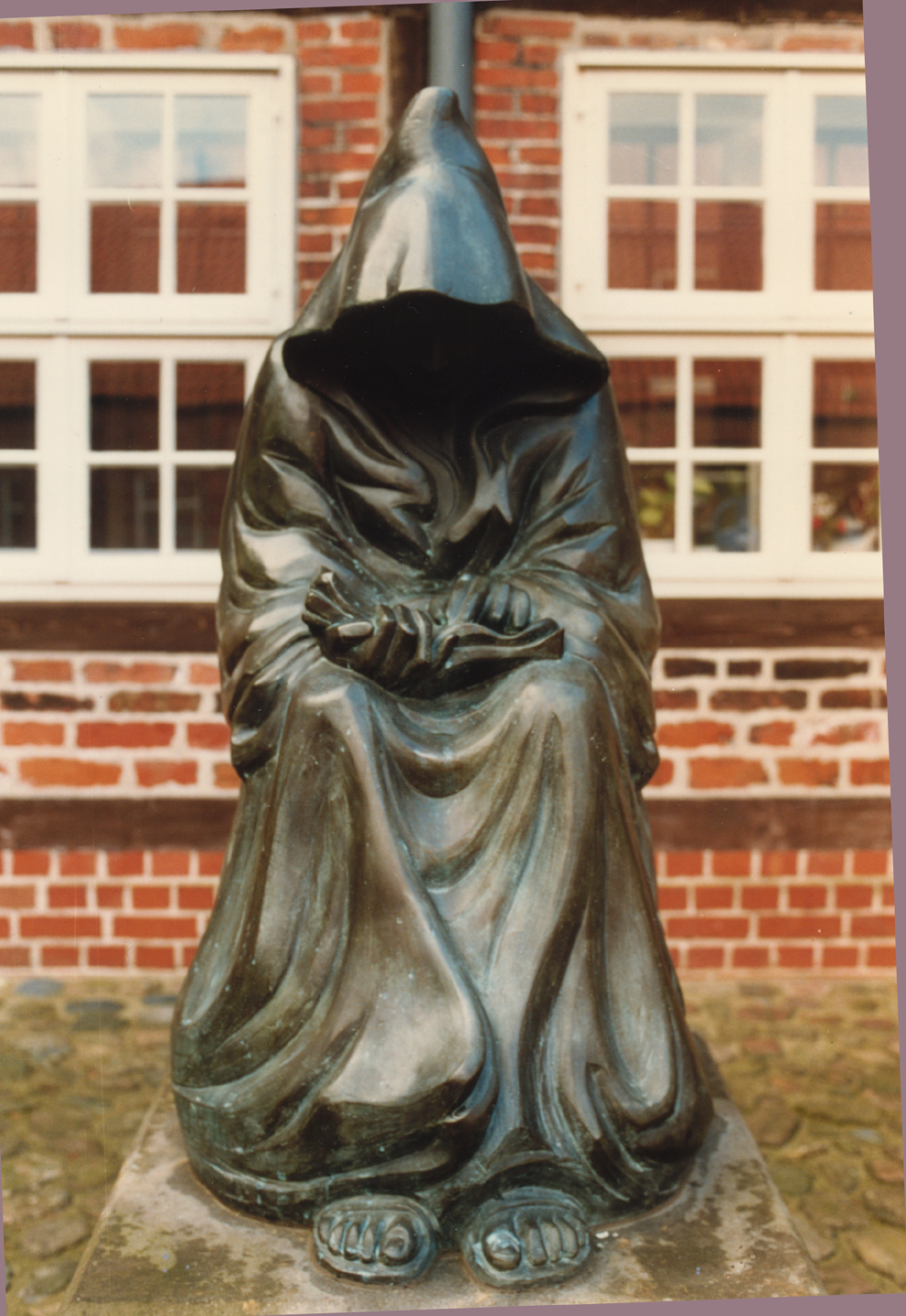
Der lesende Mönch von Eggers vor dem Johanniskloster
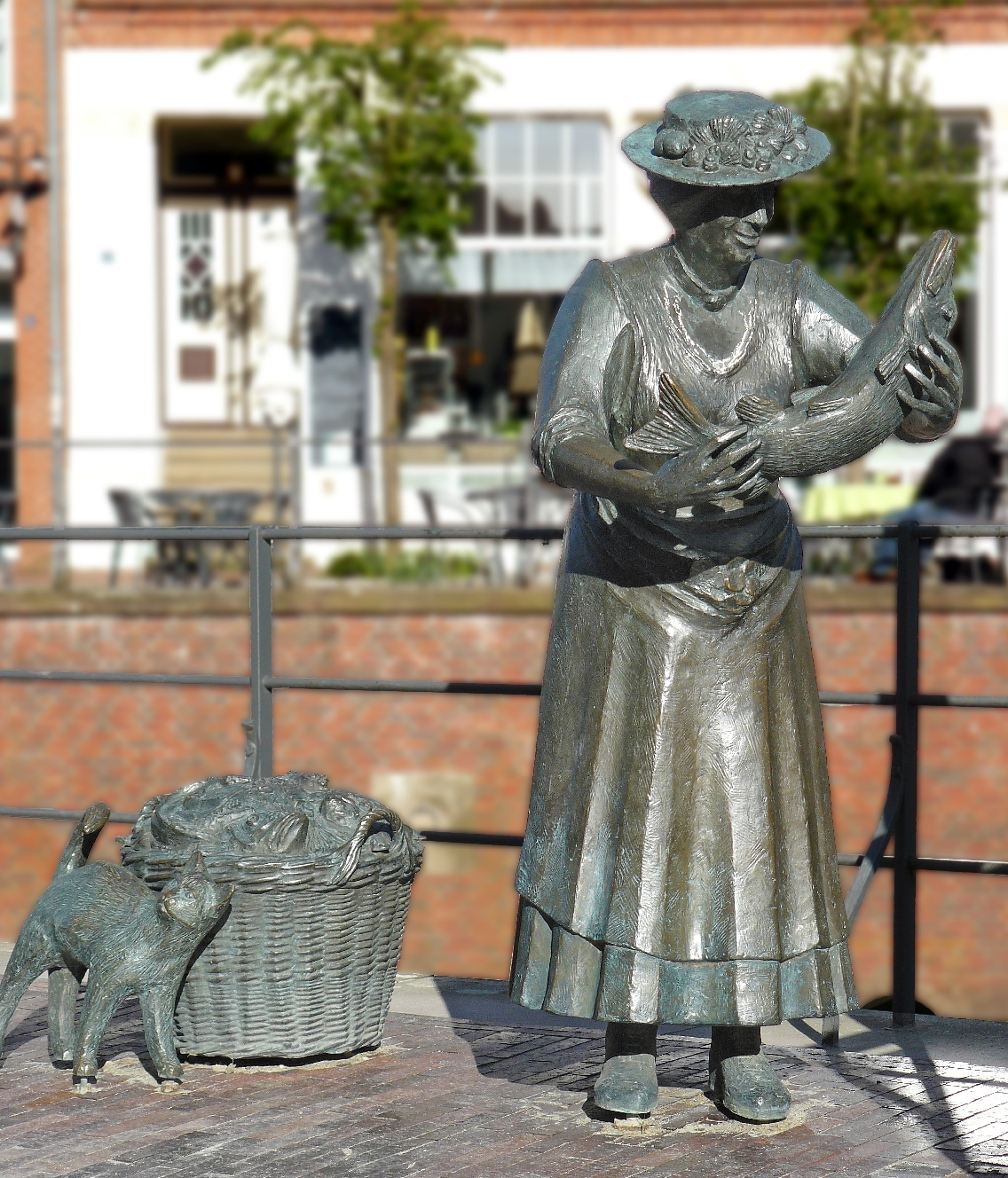
Die Fischfrau von Frijo Müller-Belecke am Hansehafen
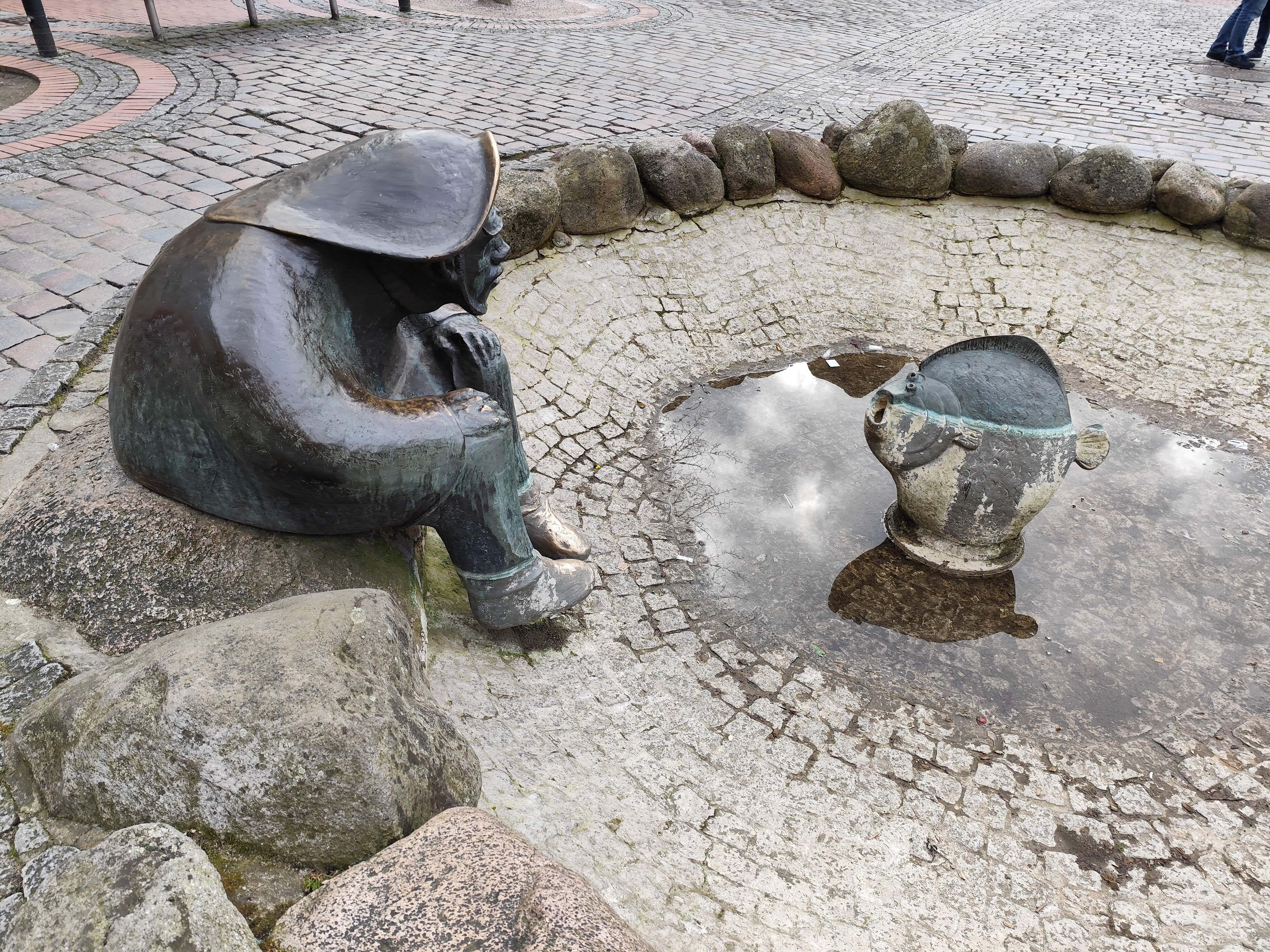
Fischerbrunnen von Horus Engels zum Märchen Vom Fischer und seiner Frau
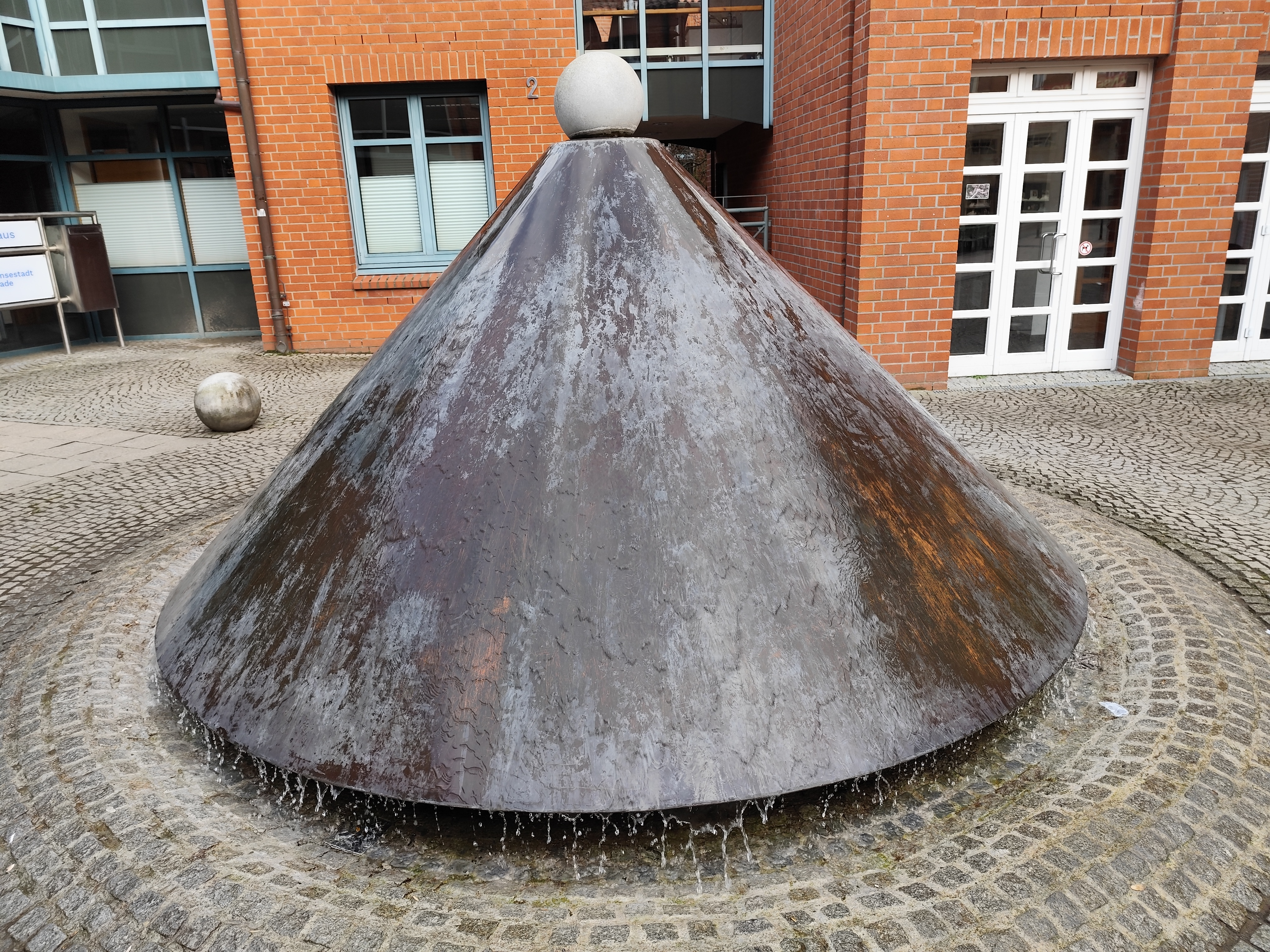
Wasserskulptur von Victor Bonato am Alten Rathaus

### Brüderschaften

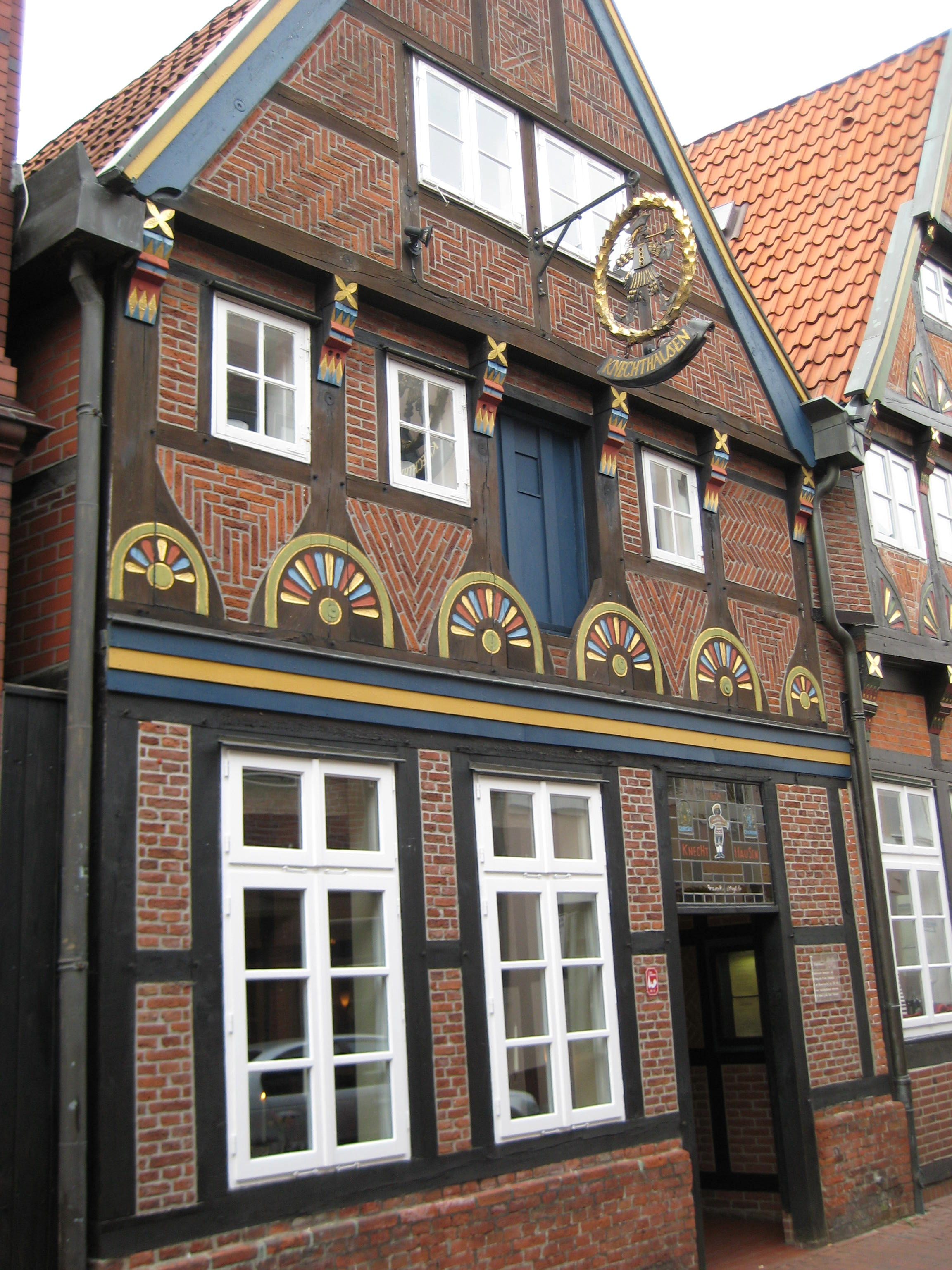
Knechthausen, seit Ende des 15. Jahrhunderts Gildehaus der Brauereiknechte, jetzt historische Gaststätte

In Stade bestehen bis heute vier historische Brüderschaften, von denen drei im Spätmittelalter entstanden sind und die jüngste im 16. Jahrhundert gegründet wurde. Alle vier Vereinigungen dienen dem Zweck des gemeinsamen Handelns, der sozialen Fürsorge für die Mitglieder und ihre Angehörigen. Ihr Anliegen ist außerdem die Unterstützung der „verschämten Armen“ vor Ort, die Hilfe für Menschen, die unverschuldet in Not geraten sind, sich nicht zu helfen wissen und denen sonst auch nicht geholfen würde.
Die älteste Brüderschaft St.-Pankratii-Brüderschaft Stade von 1414, die St.-Antonii-Brüderschaft Stade von 1439 und die Rosenkranz-Gotteshülfe-Brüderschaft von 1482 sind als Vereinigungen zu gemeinsamem Gebet entstanden.
Als nachreformatorische Brüderschaft wurde 1556 die Kaufleute- und Schifferbrüderschaft Stade gegründet, als Vereinigung von Fährschiffern und Getreide-Kaufleuten. Ihre Mitglieder sammelten im 17. Jahrhundert Spenden, um Seefahrer aus der türkischen Gefangenschaft freizukaufen. Auch heute noch gehören ihr vorwiegend die Stader Kaufleute und Freiberufler an.
Die Brüderschaften stagnierten im 18. Jahrhundert und erlebten ihre Blütezeit in der zweiten Hälfte des 19. Jahrhunderts. Sie sind bis heute in der sozialen Fürsorge und Kulturförderung aktiv.

### Kulturförderung
Die Landschaft der Herzogtümer Bremen und Verden ist eine Institution, die unter anderem auf dem Feld der regionalen Kulturförderung im Bereich des ehemaligen Territoriums Bremen-Verden tätig ist. Zu diesem Zweck hat sie gemeinsam mit anderen Institutionen den Landschaftsverband Stade gegründet. Dieser bemüht sich um Kulturförderung, Identitätspflege und Regionalmarketing. Insbesondere leistet er regionale Kulturarbeit.

### Gemeinnützigkeit
Jährlicher Benefizlauf Charity Walk and Run: Gelaufen wird zugunsten HerzLicht, einem Projekt der Hospiz-Gruppe Stade, und der Hilfsorganisation Humanity First Deutschland. Veranstalter ist die Khuddam ul-Ahmadiyya, eine Jugendorganisation der Ahmadiyya Muslim Jamaat.

## Infrastruktur

### Bildung
Allgemeinbildende Schulen:
- Integrierte Gesamtschule am Hohenwedel mit Gymnasialzweig (im Gebäude der früheren Haupt- und Realschule Hohenwedel)
- Oberschule Stade[37]
- Realschule Camper Höhe
- Hauptschule Thuner Straße
- zahlreiche Grund- und mehrere Förderschulen
- eine Waldorfschule und eine Volkshochschule

Gymnasien:
- Athenaeum Stade
- Vincent-Lübeck-Gymnasium
- vier Berufliche Gymnasien (Fachrichtungen: Informationstechnik, Ökotrophologie, Sozialpädagogik und Wirtschaft)

Berufsbildende Schulen:
- BBS I – Jobelmann-Schule (gewerbliche, technische und pädagogische Fachrichtungen)
- BBS II – Handelslehranstalt (kaufmännische Fachrichtungen)
- BBS III (landwirtschaftlich-gärtnerisch-obstbaulich-floristische, gesundheit-pflegerische und hauswirtschaftliche Fachrichtungen)
- Stader Privatschule (Wirtschaft und sozialpädagogische Assistenz)

Lehrerseminare:
- Studienseminare für die Lehrämter an berufsbildenden Schulen und Gymnasien im Carl-Diercke-Haus
- Ausbildungsseminar für das Lehramt an Grund-, Haupt- und Realschulen

Private Fachhochschule Göttingen-Stade seit 2006. Hier können Bachelor- und Master-Abschlüsse in der Fachrichtung Verbundwerkstoffe/Composites erworben werden.

### Ehemalige Klöster und Stifte
- St. Johannis
- St. Marien (1142–1648)
- St.-Georg-Stift
- Heilig-Geist-Stift

### Sport
Fußball: Der VfL Stade und der TuS Güldenstern Stade vereinigten 2016 ihre Fußballsparten zum VfL Güldenstern Stade. Nur der VfL Stade blieb nach der Fusion bestehen und ist auch in anderen Bereichen aktiv. Der VfL Güldenstern Stade spielt seit der Saison 2018/19 in der sechsklassigen Landesliga Lüneburg. Die Heimspiele werden im Stadtwerke-Stadion (2000 Plätze) in Stade-Ottenbeck ausgetragen.
Basketball: Die 1. Herrenmannschaft der Basketballabteilung des VfL Stade spielte 2013/14 in der 2. Basketball-Bundesliga ProB, danach in der 1. Regionalliga Nord. Die Heimspiele werden in der Sporthalle des Vincent-Lübeck-Gymnasiums ausgetragen.
Schwimmen: Seit 1956 besteht auf der Camper Höhe ein Freibad, das auch für die Austragung von Wettkämpfen geeignet ist. 1972 kam ein Hallenbad dazu, welches 2002 zum Freizeitbad Solemio umgebaut wurde.

## Wirtschaft und Verkehr

### Wirtschaft
Stade zählt über 3700 Betriebe, in denen mehr als 23.000 Menschen arbeiten. Im Industriegebiet Stade-Bützfleth an der Elbe sind über 2300 Personen in den Betrieben von Dow Deutschland, Aluminium Oxid Stade GmbH, bei Areva, Prokon Nord Energiesysteme und im Kernkraftwerk Stade, das rückgebaut wird, beschäftigt. Im Gewerbegebiet Süd arbeiten über 2000 Beschäftigte im Airbus-Werk Stade und im und um das Forschungszentrum CFK NORD.

### Ansässige Unternehmen
- Airbus Operations GmbH

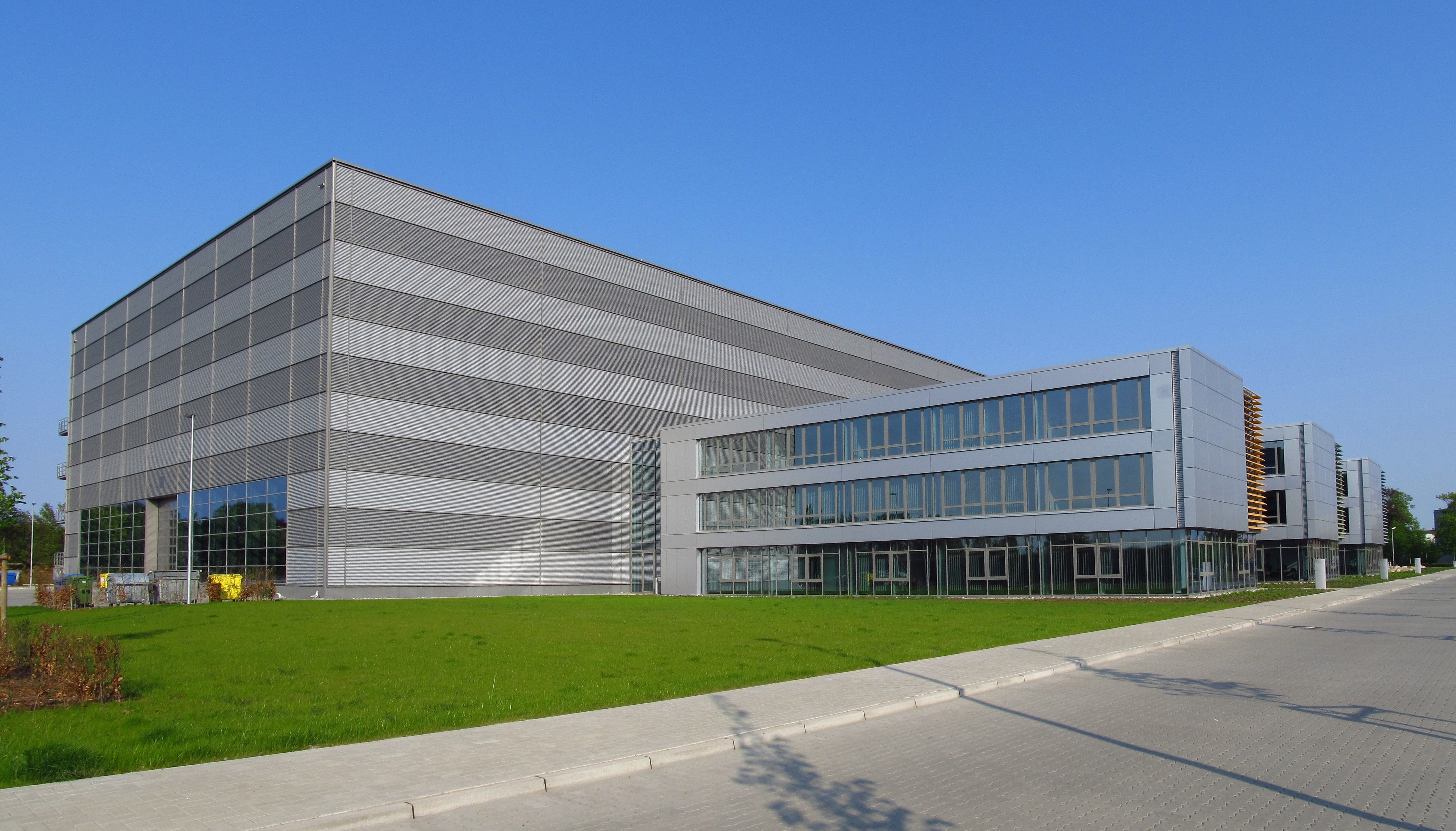
Forschungszentrum CFK-Nord, Mieter u. a.: Deutsche Zentrum für Luft- und Raumfahrt und Fraunhofer-Institut

- Air Liquide industrielle Gase GmbH & Co. KG
- Air Products & Chemicals
- Aluminium Oxid Stade
- Cheminova (vormals Stähler Agrochemie)
- The Dow Chemical Company
- DuPont de Nemours
- E.ON
- Handelshof (C&C Großhandel)
- Hörmann Warnsysteme GmbH
- Kurotec-KTS GmbH
- Lindemann (Bauunternehmen)
- PN Bioethanol Elbewerk GmbH & Co. KG
- Olin
- Stacon GmbH & Co. KG (Stahlbau)
- Trinseo

#### Elbe-Klinikum

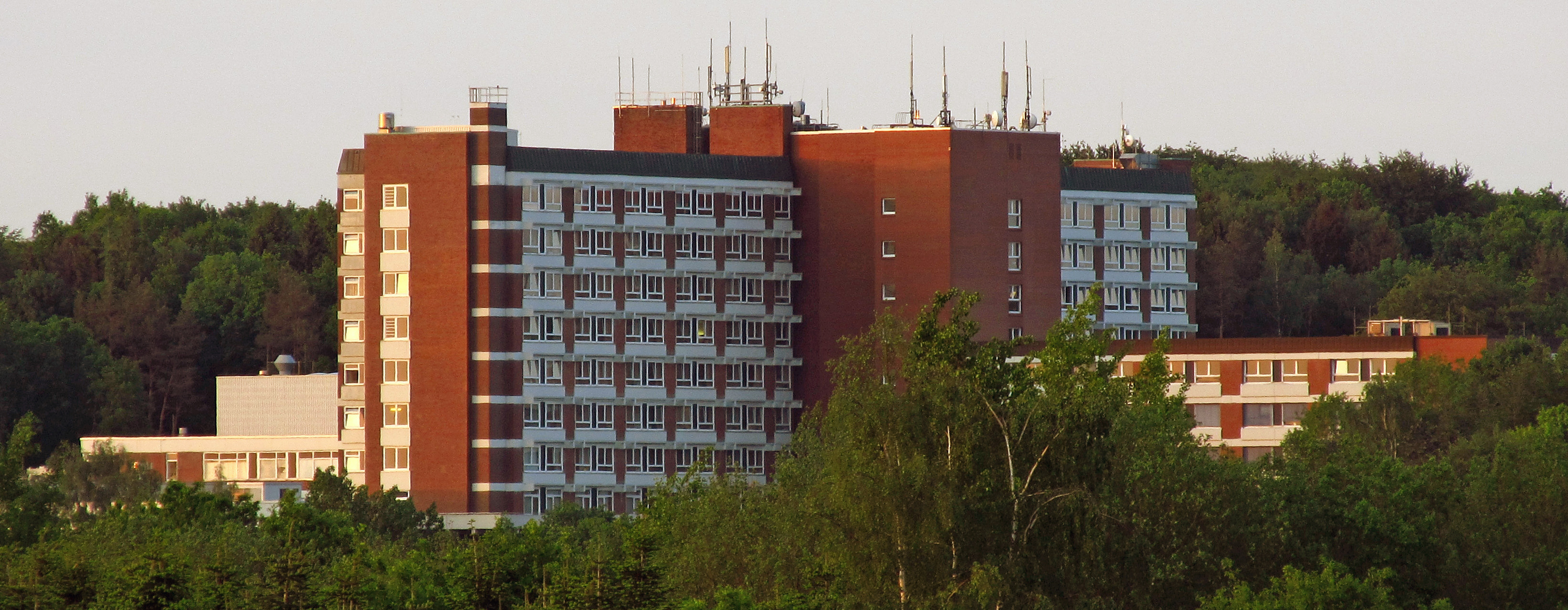
Das Elbe-Klinikum von Wiepenkathen aus gesehen

Die Stadt Stade gründete 2001 gemeinsam mit dem Landkreis Stade die Elbe Kliniken Stade-Buxtehude GmbH. Darin wurden das frühere städtische Krankenhaus Stade und das ehemalige Kreiskrankenhaus Buxtehude vereinigt. Die gemeinsame Bettenzahl erreicht 836, wobei 266 auf Buxtehude und 570 auf Stade entfallen. Das Krankenhaus ist Mitglied des Elbe-Heide-Krankenhausverbundes, der mehrere Kliniken im südlichen Hamburger Umland umfasst.

#### Kreditinstitute
In Stade haben zwei Sparkassen (Sparkasse Stade-Altes Land und Kreissparkasse Stade), eine Genossenschaftsbank (Volksbank Stade-Cuxhaven eG) sowie das Ritterschaftliche Kreditinstitut Stade, eine öffentlich-rechtliche Pfandbriefbank in der Trägerschaft einer Ritterschaft, ihren Hauptsitz. Daneben bestehen Filialen der Commerzbank, Deutsche Bank, Hypovereinsbank und Targobank, in den Stadtteilen Hagen, Hahle und Wiepenkathen jeweils eine Geschäftsstelle der Spar- und Kreditbank eG Hammah sowie im Stadtteil Bützfleth eine Geschäftsstelle der Volksbank Kehdingen.

#### Kernkraftwerk
Das Kernkraftwerk Stade (KKS) wurde 1972 in Betrieb genommen. Ab 1984 wurde hier Fernwärme an eine benachbarte Salinenanlage abgegeben. Die Saline wurde im Juni 2003 geschlossen. Die Abschaltung erfolgte durch die Betreibergesellschaft am 14. November 2003 aus wirtschaftlichen Gründen. Die elektrische Nettoleistung betrug vor der Stilllegung 630 Megawatt. Das Kraftwerk befindet sich seit 2005 im Rückbau, der Abriss verlängerte sich 2014 nach dem Fund radioaktiver Kondensate im Beton um weitere vier Jahre.

#### Kraftwerke
Früher befand sich in der Nähe von Stade noch das Kraftwerk Schilling, ein ölbefeuertes Wärmekraftwerk. Derzeit gibt es Planungen von Dow Chemical, an der Elbe ein Kohlekraftwerk zu errichten. Sowohl GDF Suez (ehemals Elektrabel) als auch E.ON haben ihre Planungen neuer Kohlekraftwerke in Stade aufgegeben.

##### Kohlekraftwerksprojekt von Dow Chemical
Die Dow Deutschland Anlagengesellschaft mbH (Dow), die deutsche Niederlassung des US-amerikanischen Chemiekonzerns The Dow Chemical Company, plant am Standort seines Chemiewerks Stade seit 2008 den Bau und Betrieb eines Kohlekraftwerks mit einer elektrischen Nennleistung von bis zu 920 Megawatt und einer thermischen Feuerungswärmeleistung von bis zu 2100 Megawatt. Das Kraftwerk soll einen elektrischen Wirkungsgrad von etwa 45 Prozent haben. Durch die Dampfauskopplung (Kraft-Wärme-Kopplung) ergibt sich ein Gesamtwirkungsgrad von ca. 58 Prozent.
Das Kraftwerk ist Teil eines „integrierten Energiekonzepts“ für das Werk Stade, durch das die Strom- und Dampfversorgung des Werks langfristig wettbewerbsfähig sichergestellt werden soll. Im Kraftwerk sollen neben importierter Steinkohle auch Erdgas und Biomasse verfeuert werden sowie Wasserstoff als Energiequelle zum Einsatz kommen. Der nicht für die Produktion benötigte Strom soll in das öffentliche Netz eingespeist werden. Die Angaben darüber, um wie viel es sich dabei handelt, schwanken zwischen einem Drittel und zwei Dritteln des produzierten Stroms sowie zeitweilig der gesamten Leistung. Für die Vermarktung des überschüssigen Stroms sucht Dow noch einen Partner. Im Juni 2009 hatte sich der zunächst dafür vorgesehene Partner EnBW aus dem Projekt aus wirtschaftlichen Gründen zurückgezogen. Seitdem wurde kein neuer Partner benannt.
Die Inbetriebnahme war für 2014 geplant. Das Planungsverfahren begann im Juni 2012. Nachdem bis zum 25. März 2013 knapp 10.000 Bürger Einwendungen gegen den Bebauungsplan eingereicht hatten, wurde er überarbeitet und erneut öffentlich ausgelegt. Im Juli 2014 stimmte der Stader Stadtrat mit der Änderung des Flächennutzungs- und Bebauungsplans dem Bau des Kraftwerks zu. Dow hat bislang keine Genehmigungen beantragt. Eine Normenkontrollklage gegen den Bebauungsplan, die im Oktober 2015 von einem Bündnis aus BUND, NABU, Greenpeace und einigen Bürgerinitiativen eingereicht wurde, scheiterte im September 2017 vor dem Oberverwaltungsgericht Lüneburg. Im März 2018 reichte eine Anwohnerin im Bündnis mit Greenpeace und weiteren Umweltgruppen Beschwerde gegen das Urteil ein. Das Bundesverwaltungsgericht in Leipzig muss nun über eine Revision entscheiden.
Die von der Bundesregierung eingesetzte Kohlekommission empfahl im Januar 2019, keine neuen Kohlekraftwerke mehr in Betrieb zu nehmen. Die Betreiberin prüft nun die möglichen Auswirkungen auf das Projekt.
Das Kraftwerksprojekt von Dow steht in der Kritik von Bürgerinitiativen und Umweltschutzverbänden. Nach Berechnungen der Deutschen Umwelthilfe würden die Kohlenstoffdioxidemissionen des Chemiewerks Stade durch das neue Steinkohlekraftwerk erheblich ansteigen, wohingegen sie sich durch den Bau eines erweiterten Gaskraftwerks massiv reduzieren ließen. Zudem sei Kohle entgegen der Angaben von Dow heute kein wettbewerbsfähiger Energieträger mehr. Die Preissteigerungen der letzten Jahre bei fossilen Energieträgern legten dies nahe. Ein Kohlekraftwerk sei daher weder zur Sicherung der Stromversorgung noch zur Sicherung der Wettbewerbsfähigkeit gerechtfertigt.

### Verkehr

#### Straßenverkehr
Stade ist vor allem durch die Bundesstraße 73 nach Hamburg und Cuxhaven, Bundesstraße 74 nach Bremervörde und Bremen und die A 26 Richtung Hamburg an das Fernverkehrsnetz angebunden. Letztere wurde am 21. Oktober 2008 für den Straßenverkehr freigegeben, endet zunächst aber nach 15 km in Horneburg. Durch den Ausbau der Küstenautobahn A 20 bzw. A 22 soll der Industrie- und Hafenstandort Stade weiter entwickelt sowie die Unfallzahlen mit überdurchschnittlich vielen Verkehrstoten gesenkt werden. 2006 (bis 30. November) starben im Landkreis durch Verkehrsunfälle 34 Personen. Besonders die B 73 gilt als eine der gefährlichsten Straßen in Deutschland.

#### Eisenbahnverkehr
Der Bahnhof liegt am Rand der Altstadt an der Eisenbahnstrecke Hamburg Hbf – Hamburg-Harburg – Buxtehude – Stade – Cuxhaven („Niederelbebahn“), die stündlich von Zügen der Verkehrsgesellschaft Start Unterelbe mbH bedient wird. Diese entsprechen dem Regionalexpress der Deutschen Bahn und verkehren mit Dieselloks und Doppelstockwagen.
Der Regionalbahnverkehr zwischen Stade und Hamburg wurde seit 2007 zudem von Zügen der Hamburger S-Bahn-Linie S3 bedient, seit Dezember 2023 von der S5. Anders als der Regionalexpress halten sie an allen Stationen. Es handelt sich um spezielle Zwei-System-Triebwagen, die zwischen Stade und Hamburg-Neugraben mit Wechselstrom aus der Oberleitung, ab Neugraben mit Gleichstrom aus einer Stromschiene verkehren. Die Züge werden auf Hamburger Seite bis Elbgaustraße durchgebunden. Die S-Bahn-Züge verkehren tagsüber stündlich, im Berufsverkehr teilweise im 20-Minuten-Takt. Häufig bemängelt werden die oftmals überfüllten und verspäteten Züge zwischen Stade und Neugraben in den nachfragestarken Zeiten.
| Linie | Verlauf |
| ----- | --- |
| S 5   | Elbgaustraße – Eidelstedt – Stellingen (Arenen) – Langenfelde – Diebsteich – Holstenstraße – Sternschanze – Dammtor – Hauptbahnhof \ Hauptstrecke – Hammerbrook (City Süd) – Elbbrücken – Veddel (BallinStadt) – Wilhelmsburg – Harburg – Harburg Rathaus – Heimfeld (TU Hamburg) – Neuwiedenthal – Neugraben – Fischbek – Neu Wulmstorf – Buxtehude – Neukloster – Horneburg – Dollern – Agathenburg – Stade / in Tagesrandzeiten – Berliner Tor |

Die Bahnstrecke Hesedorf–Stade wird seit den 1990er Jahren im Personenverkehr nicht mehr bedient. Heute verkehrt hier am Wochenende der „Moorexpress“, ein aus Uerdinger Schienenbussen der 1960er Jahre gebildeter Ausflugszug Richtung Bremen.
Die meterspurige Kehdinger Kreisbahn über Freiburg/Elbe nach Itzwörden wurde abschnittsweise bis 1936 stillgelegt.

#### Busverkehr
Der Linienverkehr mit Omnibussen wird weitgehend von der KVG Stade nach Bestellung durch den Landkreis Stade innerhalb des Hamburger Verkehrsverbundes (HVV) betrieben. Das Stadtnetz besteht montags bis freitags tagsüber aus sieben Linien, die als Radialverkehre angelegt sind und am Bahnhof oder Pferdemarkt beginnen. Die Taktfolge liegt zwischen 20 und 60 Minuten. Abends besteht eine Ringlinie, sonntags verkehren zwei Linien.
Regionalbuslinien bestehen in zahlreiche Orte des Landkreises, die wichtigsten führen nach Freiburg und Jork.
Per Fernbus wird Stade von Flixbus auf der Linie zwischen Cuxhaven und Berlin (über Bremerhaven und Beverstedt) bedient.

#### Flugverkehr
Stade verfügt über einen kleinen Flugplatz, er ist im Stadtteil Ottenbeck zu finden. Dort können Privatleute z. B. mit ihren Segelflugzeugen starten, da der kleine Flughafen über eine Schleppvorrichtung für Segelflugzeuge verfügt.
Der nächste internationale Flughafen befindet sich in Hamburg.

### Hafen
Im Stader Stadtteil Bützfleth liegt an der Unterelbe der Seehafen Stade. Der Hafen ist 60 Seemeilen von der Nordsee entfernt. Es können Schiffe mit einer Länge von bis zu 270 m und 14 m Tiefgang abgefertigt werden, der Tidenhub beträgt 3,1 m. Hier wird vor allem der Umschlag für das Aluminium- und das Chemiewerk abgewickelt, die beide auch einzelne Kais im Hafen betreiben. Seit 2009 wurden in zwei Ausbaustufen umfangreiche Container- und Schüttgut-Kapazitäten geschaffen. 2020 wurden im Seegüterverkehr 6,2 Mio. Tonnen umgeschlagen (2017: 5,8 Mio. t, 2016: 5,7 Mio. t, 2015: 5,85 Mio. t; 2014: 5,6 Mio. t; 2012: 5,8 Mio. t; 2011: 5,2 Mio. t).
Stade gehört neben Brunsbüttel, Wilhelmshaven und Rostock zu den Städten, in denen Flüssigerdgasterminal errichtet werden, 50 Umweltverbände und Bürgerinitiativen sprechen sich dagegen aus.

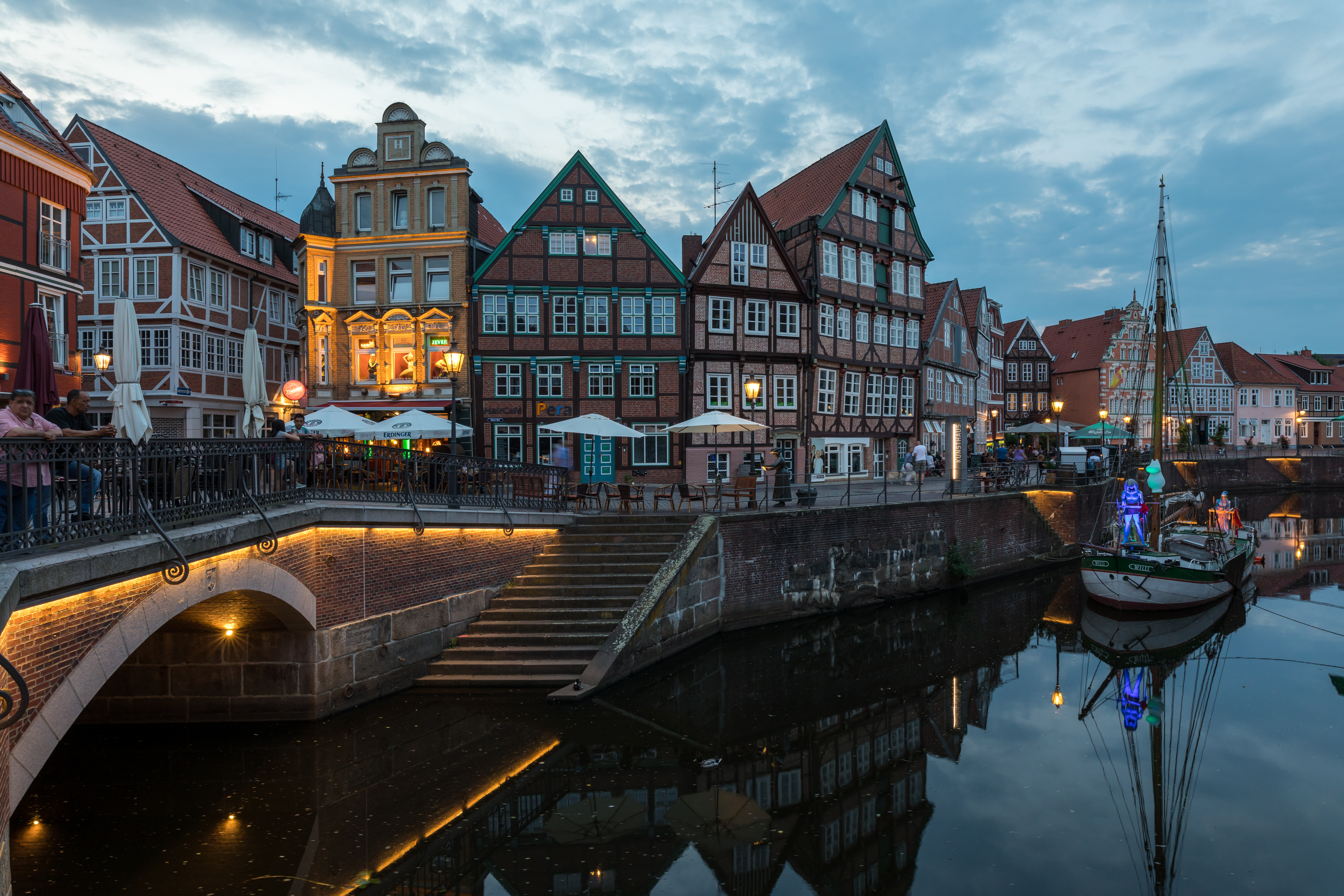
Hansehafen

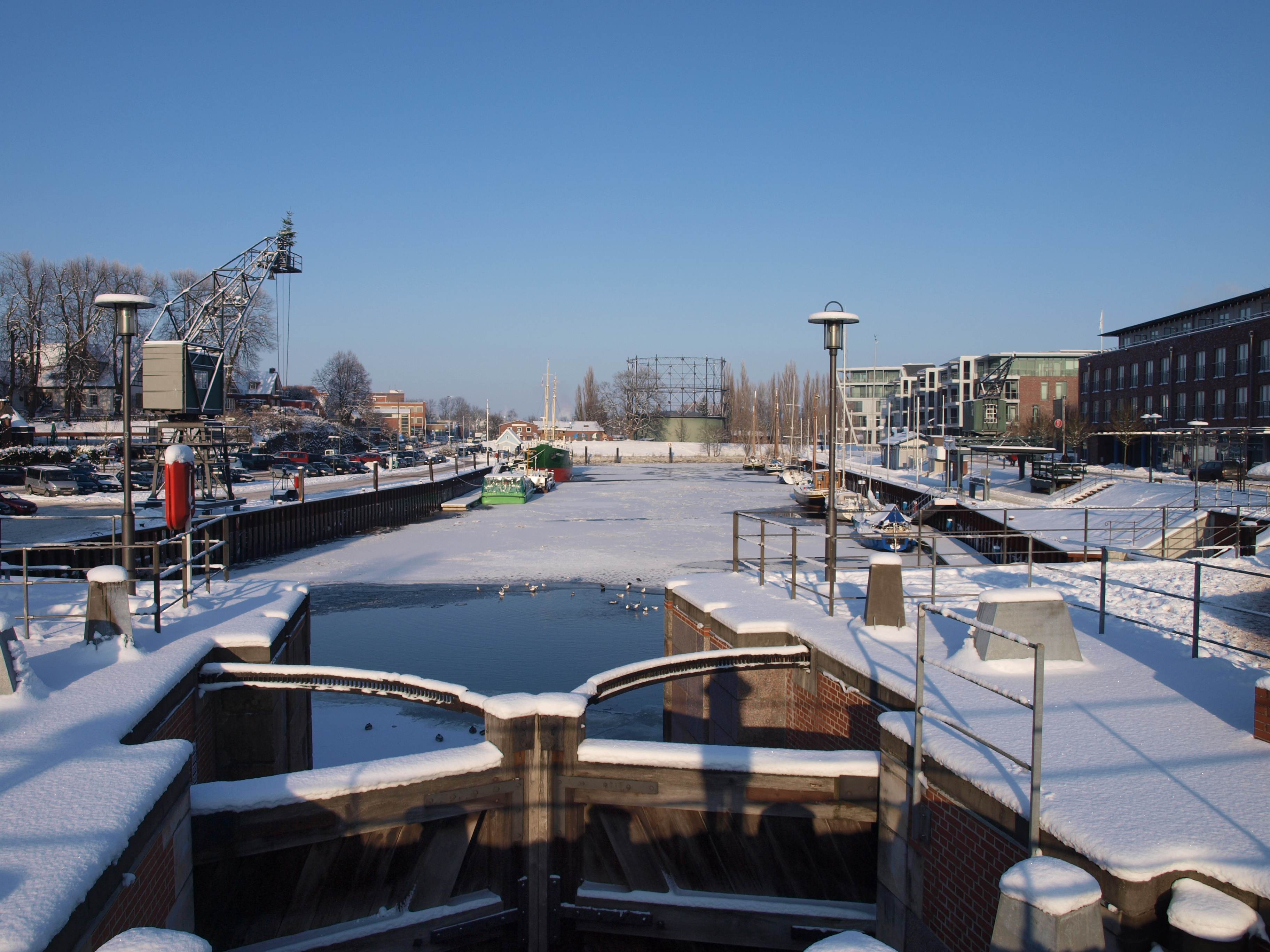
Stadthafen im Winter 2010 mit den Schleusentoren zum Oberlauf der Schwinge im Vordergrund

In der Stadt selbst liegen an der Schwinge drei weitere Häfen. Zum einen der mehr als 1000 Jahre alte mittelalterliche Hansehafen. Der historische Hafen ist für seinen pittoresken Charme berühmt und liegt in der Stader Altstadt am Fischmarkt. Seit 1968 ist er nicht mehr schiffbar, da er in Folge der großen Sturmflut vom Februar 1962 durch das Schwingewehr und eine darüber gebaute Straße vom Unterlauf der Schwinge abgeschnitten ist.
Zum anderen wurde 1880 der Stader Stadthafen (Neuer Hafen) erbaut, denn die geringe Kapazität des Hansehafens reichte nicht mehr aus. Da der Stadthafen direkt hinter dem Schwingewehr liegt, ist er der Tide ausgesetzt und kann bei Niedrigwasser nicht angelaufen werden. Er wird heute noch als Gewerbehafen (Öllager Fm. Rinck) und Ausgangshafen für Erlebnisfahrten („Fleetenkieker“, „Schwingeflair“, „Wilhelmine von Stade“) und Flusskreuzfahrten, besonders aber als kleine Marina genutzt und ist insbesondere im Sommer bei Freizeitskippern sehr beliebt.
Der dritte ist der Stader Holz- oder Floßhafen. Er schließt in südlicher Richtung direkt an den Stadthafen an, ist von diesem durch eine Schleuse (Salztorsschleuse) abgetrennt und erstreckt sich von dort bis zur Fußgängerbrücke an der Güldensternbastion. Historisch ist er aus einem Teil des Burggrabens hervorgegangen, mit dem er eine Einheit bildet und über den er bis heute mit dem alten Hansehafen verbunden ist. Seinen Namen verdankt der Holz- oder Floßhafen der Nutzung als Lagerplatz der ehemaligen Sägerei Hagenah Borcholte und der Holzhandlung Zuhr & Köllner. Die Wassertiefe liegt bei etwa zwei Metern. Viele Jahre wurde der Holzhafen vom Stader Seglerverein als Liegeplatz und Winterlager genutzt, heute beheimatet er drei Hausboote und eine Bootsvermietung.

### Behörden und Gerichte
- Agentur für Arbeit Stade Der Bezirk der Agentur für Arbeit Stade umfasst den Landkreis Stade, den Altkreis Land Hadeln, die Stadt Cuxhaven und den Altkreis Bremervörde. Neben der Hauptagentur in Stade gibt es Geschäftsstellen in Bremervörde, Buxtehude, Cuxhaven, Otterndorf und Zeven.
- Amtsgericht Stade
- Sozialgericht Stade
- Landgericht Stade
- Verwaltungsgericht Stade
- Arbeitsgericht Stade
- Niedersächsischer Landesbetrieb für Wasserwirtschaft, Küsten- und Naturschutz

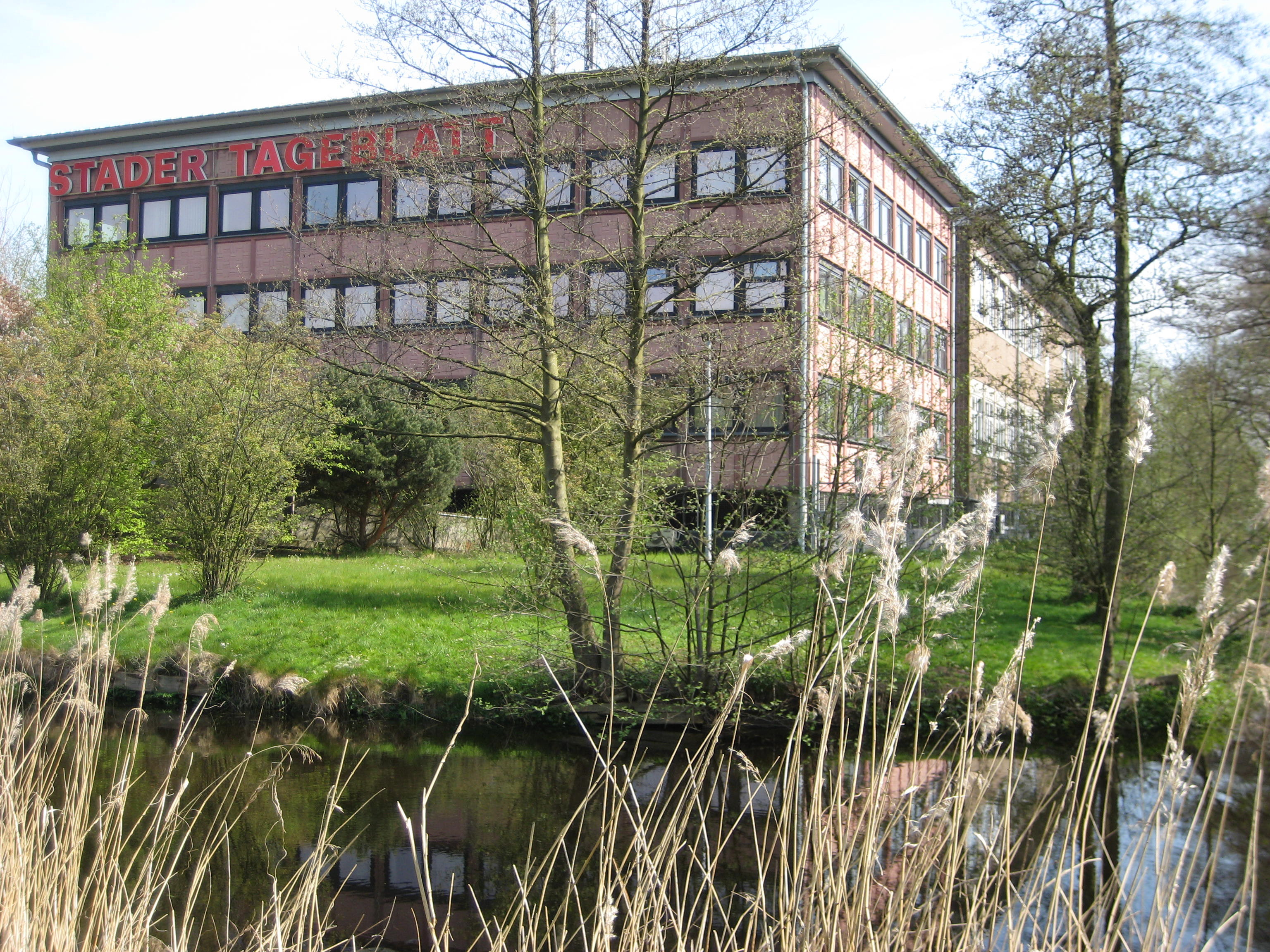
Verlagsgebäude des Stader Tageblatts in der Glückstädter Straße

- Katasteramt Stade
- Staatsarchiv Stade
- Futtermittelinstitut Stade

### Medien
In Stade und dem Landkreis erscheint als Tageszeitung das Stader Tageblatt. Die Zeitung hat Lokal- und Sportredaktionen in Stade und Buxtehude. Als Anzeigenpublikation dient das Stader Wochenblatt.

### Öffentliche Finanzen
Die Neuverschuldung der Stadt Stade wird sich für 2009 auf etwa 8,8 Millionen Euro belaufen. 2010 betrug das Haushaltsminus nach damaligen Plänen 8,2 Millionen Euro.

### Freiwillige Feuerwehr
Die Freiwillige Feuerwehr der Hansestadt Stade sorgt für den abwehrenden Brandschutz und die allgemeine Hilfe im Stadtgebiet und darüber hinaus. Ihr gehören über 500 aktive Feuerwehrleute an, davon etwa 130 Jugendliche und Kinder in den vier angegliederten Jugendfeuerwehren.

### Bereitschaft des Deutschen Roten Kreuzes
Die Bereitschaft des Deutschen Roten Kreuzes der Hansestadt Stade kommt im Rahmen des Zivil-, Katastrophenschutzes, Sanitätsdienste, dem erweiterten Rettungsdienst und der Schnell-Einsatz-Gruppe (SEG) zum Einsatz. In der Bereitschaft sind mehr als 30 aktive freiwillige Helfer tätig.

## Persönlichkeiten

### Ehrenbürger
- seit 1864: Gottlieb Wilhelm Freudentheil, Bürgerworthalter, Reformer des Anwaltsstands und Abgeordneter im Paulskirchenparlament
- seit 1884: Andreas Leon Carl von Müller, Landgerichtspräsident
- seit 1892: Karl Ludwig Neubourg, Bürgermeister
- seit 1908: Heinrich Holtermann, Kaufmann, Senator, Abgeordneter
- seit 1961: Ludwig Jürgens, Bürgermeister, Politiker (SPD)
- seit 1964: Hans Wohltmann, Direktor des Athenaeums, Vorsitzender des Geschichts- und Heimatvereins
- seit 2001: Heinz Dabelow, Politiker (SPD), Bürgermeister
- seit 2003: Horst Eylmann, Politiker (CDU), MdB